# 인도의 카스트

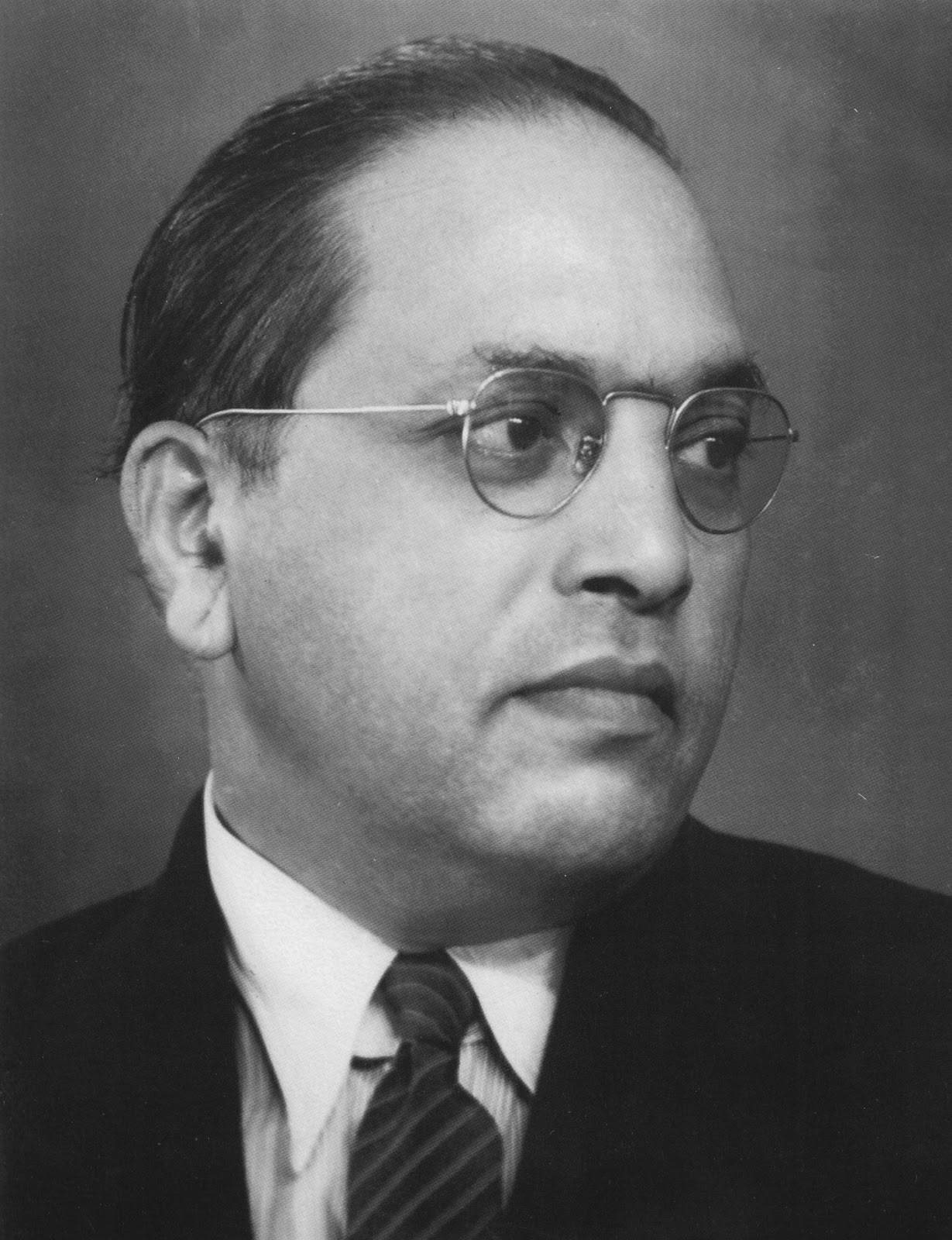
빔라오 람지 암베드카르는 사회 개혁가이자 법학자였으며, 인도의 헌법의 주요 설계자로서 현대 인도 역사에서 가장 저명한 카스트 반대 운동가 중 한 명으로 널리 알려져 있다. 그는 카스트 제도 근절을 위해 끊임없이 싸웠다.

인도의 카스트 제도는 카스트에 기반한 사회 분류의 전형적인 민족지학적 사례이다. 고대 인도에서 시작되었고, 중세 인도, 근세 및 현대 인도에서 다양한 지배 엘리트들에 의해 변형되었는데, 특히 무굴 제국의 붕괴와 인도 제국의 수립 이후에 그러했다.
고대 인도에서 시작된 카스트 제도는 본래 바르나를 중심으로 하여, 브라만(성직자)과 그보다 낮은 크샤트리야(통치자 및 전사)가 엘리트 계층을 이루었고, 그 뒤를 바이샤(상인, 상업가, 농부)가 이었으며, 마지막으로 수드라(노동자)가 위치했다. 이 체계 밖에 있는 이들은 억압받고 소외되며 박해받는 달리트(일명 "불가촉천민")와 아디바시(부족민)이다. 시간이 흐르면서 이 체계는 점점 더 경직되었고, 자티가 발생하며 수천 개의 새로운 카스트와 하위 카스트가 도입되어 더욱 심화되었다. 이슬람 통치가 도래하면서 일부 무슬림 공동체에서는 카스트와 유사한 구분이 형성되었다. 인도 제국은 인구 조사 분류와 특정 카스트에 속하는 기독교인 및 사람들에게 대한 우대 정책을 통해 이 제도를 더욱 공고히 했다. 1920년대 사회 불안은 이러한 정책이 적극적 우대조치로 변화하는 계기가 되었다. 오늘날 인도에는 약 3,000개의 카스트와 25,000개의 하위 카스트가 존재한다.
카스트에 기반한 구분은 네팔 불교를 비롯한 인도 아대륙의 다른 지역 및 종교, 예를 들어 기독교, 이슬람교, 유대교, 시크교에서도 행해졌다. 이는 많은 힌두교 개혁 운동, 불교, 시크교, 기독교, 그리고 오늘날의 신승불교에 의해 비판받아 왔다. 인도 문화의 영향으로, 발리주에서도 카스트 제도가 행해진다.
1947년 독립을 달성한 후, 인도는 카스트에 기반한 차별을 금지하고, 헌법을 통해 역사적으로 소외된 집단의 사회적 지위 향상을 위한 많은 적극적 우대조치 정책을 제정했다. 그러나 이 제도는 인도에서 계속해서 행해지고 있으며, 카스트에 기반한 차별, 분리, 폭력, 불평등이 여전히 존재한다.

## 정의 및 개념

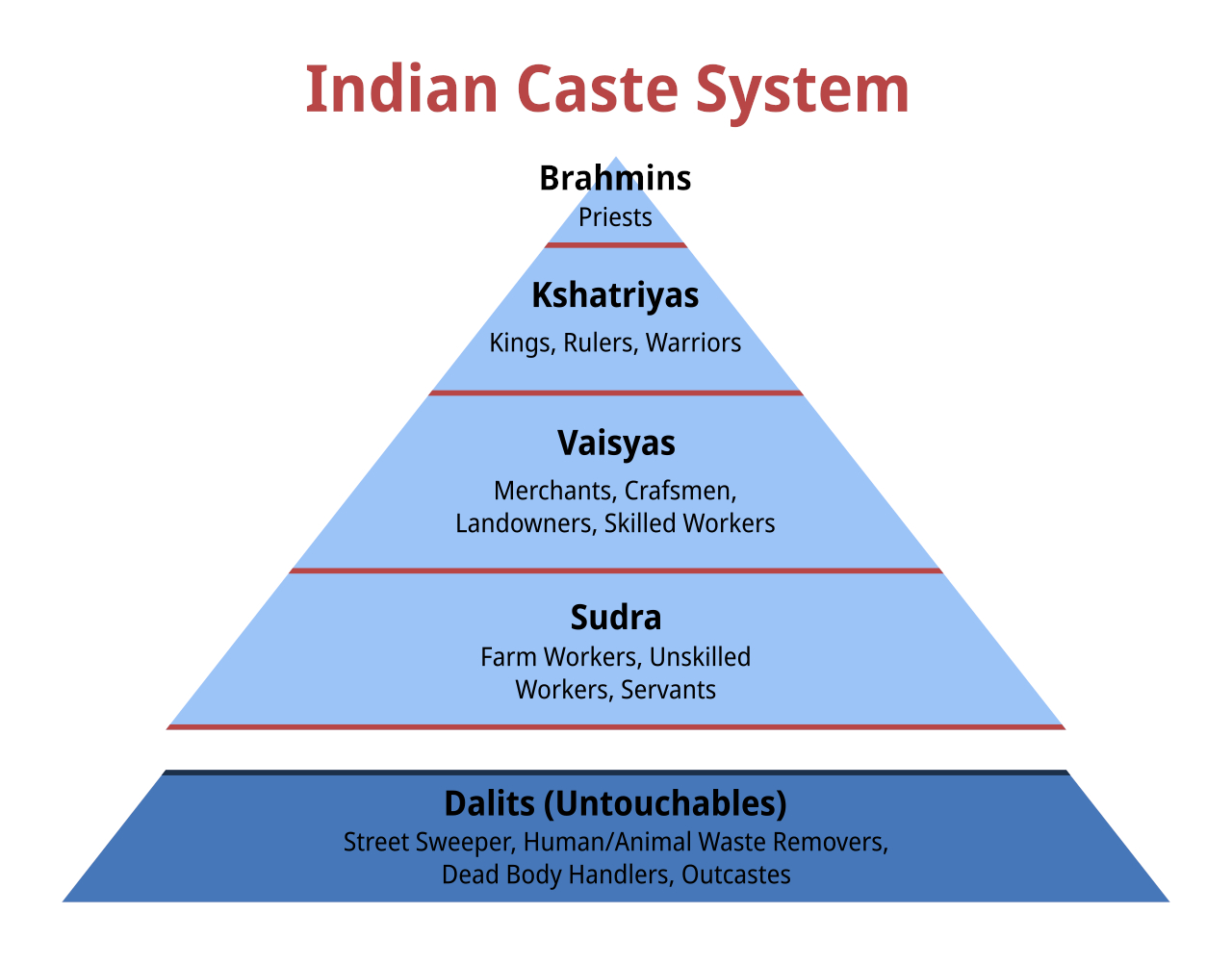
바르나 체계의 계층을 나타내며, 브라만 (성직자)을 최상위로, 달리트 (역사적으로 불가촉천민으로 소외되었으며 바르나 체계 밖에 있는 것으로 간주됨)를 최하위 계층으로 묘사한다.

### 바르나, 자티, 그리고 카스트

#### 바르나
바르나는 유형, 질서, 색, 또는 계급을 의미하며, 베다 인도 사회에서 처음 사용된 사람들을 계층으로 묶는 틀이다. 이는 고대 인도 문헌에서 자주 언급된다. 네 가지 계층이 있는데, 브라만 (성직자 계층), 크샤트리야 (통치자, 행정가, 전사; 또한 라자냐라고도 불림), 바이샤 (장인, 상인, 상업가, 농부), 그리고 수드라 (노동 계층)이다. 바르나 분류는 암묵적으로 다섯 번째 요소를 포함하는데, 이는 부족민과 달리트(불가촉천민이라고도 알려짐)처럼 그 범위에서 완전히 벗어난 것으로 간주되는 사람들이다.
| 계층 명칭  | 종사 직업                                    | 사회적 업무                                        |
| ---------- | -------------------------------------------- | -------------------------------------------------- |
| 브라만     | 성직자, 학자, 승려 등                        | 사회인의 교육과 힌두교의 신들에게 기도를 드리는 일 |
| 크샤트리야 | 전사, 왕족, 귀족                             | 사회 제도와 안보를 유지하며 국가를 통치하는 일     |
| 바이샤     | 자작농, 상인, 수공업자, 하급 관리, 음악가 등 | 생산 활동과 관련된 일                              |
| 수드라     | 소작농, 어민, 노동자, 농노 등                | 육체 노동과 관련된 일                              |

#### 자티
고대 문헌에서 '자티'는 '출생'을 의미하며, 바르나와는 명확히 구분되며 덜 자주 언급된다. 바르나는 네 가지이지만 자티는 수천 가지이다. 자티는 보편적으로 적용 가능한 정의나 특징이 없으며, 이전에 종종 생각되었던 것보다 더 유연하고 다양했던 복잡한 사회 집단이다.
카스트 연구자 중 일부는 자티가 종교에 기반을 둔다고 보았는데, 이는 인도 생활의 신성한 요소가 세속적인 측면을 포괄한다고 가정했기 때문이다. 예를 들어, 인류학자 루이 뒤몽은 자티 체계 내에 존재하는 의례적 서열이 종교적 순수성과 불결함 개념에 기반을 둔다고 설명했다. 이러한 견해는 다른 학자들에 의해 반박되었는데, 그들은 자티를 경제, 정치, 때로는 지리의 필요성에 의해 움직이는 세속적인 사회 현상으로 보고 있다. 진 퍼울러는 어떤 사람들은 자티를 직업적 분리라고 생각하지만, 실제로는 자티 체계가 한 카스트 구성원이 다른 직업에서 일하는 것을 배제하거나 막지 않는다고 말한다.
자티의 특징은 족내혼이었는데, 수잔 베일리의 표현에 따르면 "과거에도, 그리고 현대에도 모든 인도인에게는 아니지만 많은 인도인에게, 특정 카스트에서 태어난 사람들은 일반적으로 그들의 자티 내에서 결혼 상대를 찾을 것으로 예상되었다."
관련 없는 인도인들의 DNA 분석에 기반한 2016년 연구는 족내혼적 자티가 굽타 제국 시대에 기원했음을 밝혀냈다. 2013년 타밀 나두에서 수행된 이전 연구는 남성 혈통에 기반하여 족내혼의 기원이 더 오래되었다(4–6 Kya)고 시사했다.
자티는 인도에서 힌두교인, 무슬림, 기독교인, 그리고 부족민들 사이에서 존재해왔으며, 그들 사이에 명확한 선형적 순서는 없다.

#### 카스트
'카스트(caste)'라는 용어는 '인종, 혈통, 품종'을 의미하며, 원래는 '순수하거나 혼합되지 않은 (혈통이나 품종)'을 의미하는 포르투갈어 'casta'에서 유래했다. 원래 인도어가 아니었지만, 현재 영어와 인도 언어에서 널리 사용되며, 바르나와 자티로 밀접하게 번역된다.

### 고리의 1932년 설명
사회학자 G. S. 고리는 1932년에 다음과 같이 썼다. 
많은 사람들이 연구했음에도 불구하고, 우리는 카스트에 대한 진정한 일반적인 정의를 가지고 있지 않다. 현상의 복잡성 때문에 어떤 정의 시도도 실패할 수밖에 없다고 생각한다. 반면에, 이 주제에 대한 많은 문헌은 용어 사용의 정밀성 부족으로 인해 손상되어 있다.

고리는 그가 인도 전역에 적용될 수 있다고 생각한 정의를 제시했지만, 일반적인 주제에 지역적 변이가 있음을 인정했다. 그의 카스트 모델 정의에는 다음 여섯 가지 특징이 포함된다.
- 구성원 자격이 출생에 의해 결정되는 사회 집단으로의 분할.[41]
- 일반적으로 브라만이 계층의 정점에 있었지만, 일부 경우 이 계층이 논쟁의 대상이 되기도 하는 계층 체계. 다양한 언어 지역에서 수백 개의 카스트가 모든 사람에게 일반적으로 인정되는 등급을 가지고 있었다.[42]
- 식사와 사회적 교류에 대한 제한, 상위 카스트가 하위 카스트로부터 받을 수 있는 음식과 음료의 종류에 대한 세부 규칙. 이러한 규칙에는 큰 다양성이 있었고, 하위 카스트는 일반적으로 상위 카스트로부터 음식을 받았다.[43]
- 분리, 개별 카스트가 함께 살고, 지배 카스트는 중심에, 다른 카스트는 주변에 살았다.[44] 한 카스트가 다른 카스트의 우물이나 도로를 사용하는 데 제한이 있었다. 상위 카스트인 브라만은 하위 카스트 집단의 도로를 사용하지 못할 수 있었고, 불순하다고 여겨지는 카스트는 다른 카스트 구성원들이 사용하는 우물에서 물을 길을 수 없었다.[45]
- 직업은 일반적으로 상속된다.[46] 직업 선택의 무제한적 자유가 없었으며, 카스트 구성원은 특정 직업을 비하한다고 간주하여 자신의 구성원이 해당 직업을 선택하는 것을 제한했다. 고리는 인도 대부분 지역에서 이러한 카스트 특징이 없었으며, 이 지역에서는 네 가지 카스트 (브라만, 크샤트리야, 바이샤, 수드라) 모두 농업 노동을 하거나 대규모 전사가 되었다고 언급했다.[47]
- 족내혼, 카스트 밖의 사람과 결혼하는 것에 대한 제한이 있었지만, 일부 상황에서는 하이퍼가미가 허용되었다.[48] 일부 지역에서는 다른 하위 카스트 간의 상호 결혼에 대한 경직성이 다른 카스트 구성원 간의 결혼보다 훨씬 적었으며, 일부 지역에서는 하위 카스트 내의 족내혼이 카스트 사회의 주요 특징이었다.[49]

고리의 위 카스트 모델은 이후 식민 정부가 작성한 인구 조사 보고서, 허버트 호프 리슬리의 "우월, 열등" 인종 이론, 그리고 당시 만연했던 카스트에 대한 오리엔탈리즘적 관점에 자신의 정의를 맞추려는 시도로 인해 학계의 비판을 받았다.
고리는 1932년에 카스트의 식민지적 구성이 경제적 기회를 위한 인도의 유리한 카스트 분류를 위해 활성화, 분열 및 영국 관료들에 대한 로비로 이어졌으며, 이는 카스트 개념에 새로운 복잡성을 더했다고 덧붙였다. 그레이엄 채프먼과 다른 학자들은 복잡성을 재차 강조하며, 이론적 구성과 실제 현실 사이에 차이가 있음을 지적한다.

### 정의에 대한 현대적 관점
인도학자 로널드 인덴은 "카스트"에 대한 보편적으로 받아들여지는 정의가 없다는 데 동의한다. 예를 들어, 일부 초기 유럽 문서 작성자들은 카스트가 고대 인도 문헌에 언급된 족내혼적 바르나와 일치한다고 생각했고, 그 의미는 신분의 의미와 일치했다. 이후 인도 제국 시대의 유럽인들에게는 바르나보다는 족내혼적 자티가 카스트를 대표하는 것으로 간주되었는데, 이는 20세기 초 식민지 행정가들이 직업별로 분류한 2,378개의 자티와 같은 맥락이다.
비교종교학 교수인 아르빈드 샤르마는 카스트가 바르나와 자티를 모두 지칭하는 동의어로 사용되었지만, "심각한 인도학자들은 이제 이 점에 대해 상당한 주의를 기울인다"고 지적한다. 이는 두 개념이 관련되어 있지만 별개로 간주되기 때문이다. 이 점에서 그는 인도학자 아서 바샴과 의견을 같이하는데, 바샴은 인도의 포르투갈 식민지 개척자들이 '카스타(casta)'라는 용어를 다음과 같이 묘사하는 데 사용했다고 언급했다. 
...부족, 씨족, 또는 가족. 이 이름은 그대로 붙어서 힌두교 사회 집단을 지칭하는 일반적인 단어가 되었다. 18세기와 19세기 인도에서 카스트가 현저하게 확산된 이유를 설명하려는 시도에서, 당국은 통혼과 하위 분할 과정을 통해 현대 인도의 3,000개 이상의 카스트가 네 가지 원시 계급에서 진화했다는 전통적인 견해를 맹신했으며, '카스트'라는 용어는 바르나(계급)와 자티(본래 카스트) 모두에 무분별하게 적용되었다. 이는 잘못된 용어이다. 카스트는 사회적 지위에서 오르내리며, 오래된 카스트는 사라지고 새로운 카스트가 형성되지만, 네 가지 큰 계급은 안정적이다. 항상 네 가지보다 많거나 적지 않으며, 2,000년 이상 그들의 서열은 변하지 않았다.

사회학자 앙드레 베테유는 바르나가 주로 고전 힌두교 문헌에서 카스트의 역할을 수행했지만, 현대에는 자티가 그 역할을 한다고 지적한다. 바르나는 사회 질서의 폐쇄된 집합을 나타내는 반면, 자티는 완전히 개방적이며, "구성원들이 공통된 본질을 공유하는 자연적 유형"으로 간주된다. 부족, 종파, 교파, 종교적 또는 언어적 소수자 및 국적과 같은 새로운 자티는 필요에 따라 얼마든지 추가될 수 있다. 따라서 "카스트"는 영어에서 자티를 정확하게 표현하는 용어가 아니다. 더 나은 용어로는 민족성, 민족적 정체성, 민족 집단 등이 있다.

### 복잡성과 유연성
1900년대 후반 인도 아대륙의 카스트 제도에 대한 연구는 카스트가 이전에 생각했던 것보다 훨씬 더 복잡하고 역동적이라는 사실을 밝혀냈다. 영국 식민 당국은 카스트를 인도 사회의 근본적인 균일하고 경직된 체계로 묘사했지만, 연구 결과 카스트의 중요성과 구조는 지역마다 상당히 다르다는 것이 드러났다. 고정된 계층이 아니라, 카스트는 사회 조직과 정체성의 여러 가능한 형태 중 하나로 기능했다. 사람들은 여러 공동체 소속감을 가질 수 있었고, 때로는 카스트가 우선시되고 다른 때는 다른 사회적 유대감에 비해 부차적이었다. 이러한 유연성은 카스트가 사회적 결속을 형성하는 한 가지 방법으로 기능하면서도 다른 유형의 공동체 유대 관계가 번성할 여지를 남겨주었다.
사회학자 앤 월드롭은 외부인들이 카스트를 전통에 얽매인 인도의 고정된 현상으로 보는 반면, 경험적 사실들은 카스트가 급진적으로 변화하는 특징을 가지고 있음을 시사한다고 지적한다. 이 용어는 인도인 각자에게 다른 의미를 갖는다. 정치적으로 활발한 현대 인도에서 직업 및 학교 쿼터가 카스트에 기반한 적극적 우대조치를 위해 할당되면서, 이 용어는 민감하고 논란이 많은 주제가 되었다.
M. N. 스리니바스와 담레 같은 사회학자들은 카스트 계층에 상당한 유연성과 이동성이 있다고 보며 기존에 받아들여지던 경직성에 논박하였다.

## 유래

### 관점
고대 및 중세 인도의 카스트 제도 기원에 대한 관점은 크게 이념적 요인에 초점을 맞추는 것과 사회경제적 요인에 초점을 맞추는 두 가지가 있다.
- 첫 번째 학파는 카스트 제도를 주도한다고 주장되는 이념적 요인에 초점을 맞추고, 카스트가 네 가지 바르나에 뿌리를 두고 있다고 본다. 이 관점은 영국 식민지 시대 학자들 사이에서 특히 흔했으며, 뒤몽이 이 체계가 수천 년 전에 이념적으로 완성되었고 그 이후로 주요 사회 현실로 남아있다고 결론 내린 바 있다. 이 학파는 주로 고대 법서인 마누 법전을 인용하여 이론을 정당화하며,[66] 경제적, 정치적, 역사적 증거를 무시한다는 비판을 받았다.[67][68]
- 두 번째 학파는 사회경제적 요인에 초점을 맞추고, 이러한 요인들이 카스트 제도를 주도한다고 주장한다. 이 학파는 카스트가 인도의 경제적, 정치적, 물질적 역사에 뿌리를 두고 있다고 믿는다.[69] 베레만, 매리어트, 그리고 더크스와 같은 탈식민 시대 학자들 사이에서 흔한 이 학파는 카스트 제도를 실제 관행에 대한 역사적 증거 연구와 인도의 경제적, 정치적, 물질적 역사에서 검증 가능한 상황 조사를 통해서만 제대로 이해될 수 있는 끊임없이 진화하는 사회적 현실로 묘사한다.[70][71] 이 학파는 고대 및 중세 인도 사회, 12세기에서 18세기 사이의 무슬림 통치, 그리고 18세기부터 20세기 중반까지의 영국 식민 정부 정책에 대한 역사적 증거에 초점을 맞추었다.[72][73]

첫 번째 학파는 종교 인류학에 집중했으며 다른 역사적 증거를 이 전통의 부수적이거나 파생적인 것으로 간주했다. 두 번째 학파는 사회학적 증거에 집중하여 역사적 상황을 이해하려고 노력했다. 후자는 전자를 카스트 기원 이론에 대해 비판하며, 인도 사회를 탈역사화하고 탈맥락화했다고 주장했다.

### 의례적 왕권 모델
사무엘은 조지 L. 하트를 인용하여, 후기 인도 카스트 제도의 핵심 측면이 브라만교, 불교, 자이나교가 인도에 도래하기 전의 의례적 왕권 체계에서 유래했을 수 있다고 주장한다. 이 체계는 상감 시대 (기원전 3세기-기원후 3세기)의 남인도 타밀 문헌에서 발견된다. 이 이론은 인도-아리아 바르나 모델을 카스트의 기반으로 보지 않고, "낮은 사회적 지위를 가진 의례 및 마법 전문가 집단에 의해 지지되는" 왕의 의례적 권력에 초점을 맞추며, 그들의 의례적 직업은 '오염된' 것으로 간주되었다. 하트에 따르면, 이러한 모델이 낮은 지위 집단 구성원들의 "오염"에 대한 우려를 제공했을 수 있다. 카스트 기원에 대한 하트 모델은 사무엘의 말에 따르면, "내부 카스트 구분이 없는 대다수와 소수의 직업적으로 오염된 집단들로 구성된 고대 인도 사회"를 상정한다.

### 베다 바르나
바르나는 후기 베다 시대(기원전 1000년-500년경)에 기원했다. 처음 세 집단인 브라만, 크샤트리야, 바이샤는 다른 인도유럽 사회와 유사점을 가지며, 수드라의 추가는 아마도 북인도의 브라만교적 발명으로 보인다.
바르나 체계는 힌두교의 성전에 명시되어 있으며, 이상적인 인간의 소명으로 이해된다. 리그베다의 푸루샤 숙타와 마누 법전의 이에 대한 언급이 자주 인용되는 텍스트이다. 이러한 텍스트적 분류와는 달리, 많은 존경받는 힌두교 경전과 교리들은 이러한 사회 분류 체계에 의문을 제기하고 동의하지 않는다.
학자들은 리그베다의 바르나 구절에 의문을 제기하며, 바르나가 거기서 단 한 번만 언급된다는 점을 지적한다. 푸루샤 숙타 구절은 현재 일반적으로 리그베다에 나중에 삽입된 것으로 간주되며, 아마도 건국 신화의 형태로 삽입되었을 것이다. 산스크리트어 및 종교학 교수인 스테파니 재미슨과 조엘 브레레톤은 "리그베다에는 정교하고, 세분화되며, 포괄적인 카스트 시스템에 대한 증거가 없으며", "바르나 시스템은 리그베다에서 초보적이며, 그때나 나중에나 사회적 현실이라기보다는 사회적 이상으로 보인다"고 말한다. 리그베다에서 바르나 체계에 대한 세부 정보가 부족한 것과 대조적으로, 마누스므리티는 바르나 체계에 대한 광범위하고 매우 체계적인 주석을 포함하고 있지만, 이 역시 "묘사라기보다는 모델"을 제공한다. 수잔 베일리는 마누스므리티와 다른 경전들이 브라만을 사회적 계층에서 높이는 데 도움이 되었으며, 이들이 바르나 체계를 형성하는 요인 중 하나였지만, 고대 문헌이 인도에서 카스트 현상을 어떤 식으로든 "만들어내지 않았다"고 요약한다.

### 자티
철학 및 종교학 교수인 진 포울러는 자티가 어떻게 그리고 왜 생겨났는지 판단하기 불가능하다고 말한다. 반면 수잔 베일리는 자티 제도가 독립 이전의 빈곤, 제도적 인권 부족, 불안정한 정치 환경, 그리고 경제적 불안정이라는 시대에 이점을 제공했기 때문에 생겨났다고 제안한다.
사회 인류학자 디판카르 굽타에 따르면, 길드(guilds)는 마우리아 시대에 발전하여 인도에서 봉건주의가 출현한 후기 마우리아 시대에 자티로 굳어졌으며, 이는 마침내 7세기에서 12세기 사이에 정착되었다. 그러나 다른 학자들은 인도 역사에서 자티가 언제, 어떻게 발전했는지에 대해 논쟁한다. 역사학 교수인 바바라 메트카프와 토마스 메트카프는 "비문 및 기타 동시대 증거에 기반한 새로운 연구의 놀라운 주장 중 하나는 비교적 최근 세기까지, 아대륙의 많은 지역에서 사회 조직이 네 가지 바르나에 거의 영향을 받지 않았다는 점이다. 또한 자티가 사회의 구성 요소도 아니었다"고 썼다.
바샴에 따르면, 고대 인도 문헌은 바르나를 자주 언급하지만, 바르나 내의 집단 체계로서의 자티는 거의 언급하지 않는다. 그는 "만약 카스트가 정상적으로 족내혼적이고, 공동 식사를 하며, 특정 공예에 배타적인 계급 내 집단 체계로 정의된다면, 비교적 후기 시대까지 그 존재에 대한 실제 증거는 없다"고 결론 내린다.

### 불가촉천민 및 바르나 체계
베다 경전에는 불가촉천민 개념이나 불가촉천민 관행에 대한 언급이 없다. 베다의 의례는 귀족이나 왕이 평민과 같은 그릇에서 식사하도록 요구한다. 후기 베다 경전은 일부 직업을 조롱하지만, 불가촉천민 개념은 거기서 발견되지 않는다.
포스트-베다 문헌, 특히 마누 법전은 불가촉천민을 언급하며, 그들이 사회에서 배척되어야 한다고 제안한다. 최근 연구에 따르면 포스트-베다 문헌에서의 불가촉천민 논의는 식민지 시대 인도 문헌과 뒤몽의 인도 카스트 제도 구조 이론에서 널리 논의된 체계와 다르다. 산스크리트어 및 인도 종교학 교수이자 베다 문헌, 다르마수트라, 다르마샤스트라의 현대 번역으로 인정받는 패트릭 올리벨은 고대 및 중세 인도 문헌이 뒤몽 이론에 내재된 의례적 오염, 순수-불순 전제를 지지하지 않는다고 말한다. 올리벨에 따르면, 순수-불순은 다르마샤스트라 문헌에서 논의되지만, 개인의 도덕적, 의례적, 생물학적 오염(육류와 같은 특정 음식 섭취, 화장실 사용)의 맥락에서만 논의된다. 올리벨은 1천 년대 다르마샤스트라 문헌에 대한 검토에서 "순수/불순이라는 용어가 개인 집단이나 바르나 또는 카스트와 관련하여 사용된 사례는 발견되지 않는다"고 썼다. 1천 년대 샤스트라 문헌에서 불순에 대한 유일한 언급은 심각한 죄를 저질러 자신의 바르나에서 벗어난 사람들에 대한 것이다. 올리벨은 이러한 죄 많고 타락한 사람들을 중세 인도 문헌에서 불순하다고 간주하고 사회에서 배척되어야 한다고 명시하고 있다고 쓴다. 올리벨은 다르마샤스트라 문헌에서 순수/불순 문제에 대한 압도적인 초점은 "자신의 바르나 소속과 상관없이 개인"에 관한 것이며, 네 가지 바르나 모두 자신의 인격, 윤리적 의도, 행동, 순수성 또는 무지(어린이의 행위), 규정 및 의례적 행위의 내용에 따라 순수하거나 불순해질 수 있다고 덧붙인다.
뒤몽은 후기 저작에서 고대 바르나 계층이 순수-불순 서열 원리에 기반하지 않았으며, 베다 문헌에는 불가촉천민 개념이 없음을 인정했다.

### 유전학 연구
21세기에는 첨단 유전학 연구를 통해 생물학자와 유전학자들이 인도 카스트의 기원을 연구할 수 있게 되었다. 그들은 돌연변이 빈도 차이에 기반하여 각 자티와 다른 모든 자티 간의 유전적 분화 정도를 연구했으며, 유사한 지리적 거리로 분리된 유럽 집단들보다 최소 세 배 더 큰 분화 정도를 확인했다. 이를 조상 북인도인 조상 또는 사회적 지위의 차이로 돌릴 유전적 근거가 부족했기 때문에, 그들은 인도 집단 역사에서 인구 병목 현상에 대한 증거를 조사했다. "[유전적] 병목 현상은 비교적 소수의 개체가 많은 자손을 낳고, 그들의 후손 또한 많은 자손을 낳으며, 사회적 또는 지리적 장벽으로 인해 주변 사람들과 유전적으로 고립된 상태를 유지할 때 발생한다." 라이히는 아슈케나짐 (그는 "나의 조상"이라고 언급), 핀란드 인구, 그리고 아만파와 같은 종교적 반대자들을 예로 든다. 그들은 동일한 그룹 내의 개체 쌍 사이에 동일하고 긴 DNA 서열을 발견했는데, 이에 대한 "유일한 설명"은 그 쌍의 개체가 지난 수천 년 동안 그 DNA 조각을 가지고 있던 조상으로부터 유래했다는 것이다.
DNA 조각의 평균 크기는 공유된 조상이 살았던 시기를 알려주기 때문에, 인도 전역에 분포된 250개 이상의 자티 그룹의 자료 집합 연구 결과, 연구자들에 따르면 "명확한 이야기를 들려주었다". 인도 그룹의 약 3분의 1이 아슈케나짐이나 핀인과 같이 유사하게 고립된 인류 역사에서 발생한 병목 현상만큼 강하거나 더 강한 인구 병목 현상을 겪었으며, 인도 대부분의 경우 이러한 현상은 "극히 오래된" 것이었다. 카스트 간 DNA 연구에서 논란의 여지가 없는 전반적인 결론은 식민주의의 발명품이라기보다는, "더크스 [및 다른 학자들]가 주장한 대로", 현대 인도 사회에서 카스트 제도에 구현된 장기적인 족내혼이 "수천 년 동안 압도적으로 중요했다"는 것이다.
관련 없는 인도인들의 DNA 분석에 기반한 2016년 연구는 족내혼적 자티가 굽타 제국 시대에 기원했음을 밝혀냈다.

## 역사

### 초기 베다 시대 (기원전 1500년–1000년)
리그베다가 쓰여진 북인도의 초기 베다 시대 (기원전 1500년-1200년)에는 베다 사회에 두 가지 바르나만이 존재했다. 아리아 바르나와 다사 바르나였다. 이 구분은 원래 부족 간의 분열에서 비롯되었다. 베다인들은 인도유럽어족을 사용하는 부족들로, 수세기 동안 박트리아-마르기아나에서 북부 남아시아로 이주하여, "토착 드라비다어 사용 인구"와 혼합되었지만, 자신들을 우월하다고 여겼다. 베다 부족들은 자신들을 아리아(귀족)라고 여겼고, 경쟁 부족들은 다사, 다슈, 파니라고 불렸다. 다사는 아리아 부족의 빈번한 동맹이었고, 그들은 아마도 아리아 사회에 동화되어 계급 구분을 낳았을 것이다. 그러나 많은 다사들은 종속적인 위치에 있었고, 이는 결국 다사가 하인이나 노예를 의미하게 되는 계기가 되었다.
리그베다 시대의 사회는 직업에 따라 구별되지 않았다. 많은 농부와 장인들이 여러 가지 기술을 익혔다. 마차 제작자(rathakara)와 금속 노동자(karmara)는 중요한 위치를 차지했으며, 그들에게 어떤 오명도 붙지 않았다. 목수, 무두장이, 직조공 등도 마찬가지였다.
아타르바베다 시대 말기에 이르러 새로운 계급 구분이 나타났다. 이전의 다사들은 슈드라로 이름이 바뀌었는데, 이는 아마도 노예라는 새로운 의미의 다사와 구별하기 위함일 것이다. 아리아인들은 비스 또는 바이샤(부족 구성원을 의미)로 이름이 바뀌었고, 브라만(사제)과 크샤트리야(전사)라는 새로운 엘리트 계급이 새로운 바르나로 지정되었다. 슈드라는 이전의 다사뿐만 아니라 아리아 사회가 겐지스 강 유역 정착지로 확장되면서 동화된 원주민 부족도 포함했다. 이러한 계급 구분은 상위 카스트가 유럽인과 유전적 친화력이 더 높고, 하위 카스트는 아시아인과 더 유사하다는 사실에 여전히 반영되어 있다.
베다 시대에는 음식과 결혼에 대한 제한이 있었다는 증거가 없다. 무르자니(2013)의 연구에 따르면, 라이히가 공동 저술한 이 연구에서는 기원전 2200년에서 기원후 100년 (현재로부터 4200년에서 1900년 전) 사이에 광범위한 혼혈이 일어났으며, 그 이후 인도는 "혼혈이 드물어진 지역"으로 바뀌었다. 남인도에서는 족내혼이 1000년 더 일찍 시작되었을 수도 있다.

### 후기 베다 시대 (기원전 1000년–600년)
초기 우파니샤드에서 슈드라는 푸샨 또는 양육자로 언급되며, 슈드라가 토지를 경작하는 사람이었음을 시사한다. 그러나 곧 슈드라는 납세자 명단에 포함되지 않게 되며, 토지가 증여될 때 토지와 함께 양도되는 존재로 언급된다. 대부분의 장인 또한 슈드라의 지위로 격하되었지만, 그들의 작업에 대한 경멸은 나타나지 않는다. 브라만과 크샤트리야는 의례에서 특별한 지위를 부여받아 바이샤와 슈드라와 구별된다. 바이샤는 "자의적으로 억압받는" 존재로, 슈드라는 "자의적으로 매 맞는" 존재로 언급된다.

### 제2 도시화 (기원전 500년–200년)
이 시기에 대한 지식은 팔리어 불교 문헌에 의해 보완된다. 브라만 문헌이 네 가지 바르나 체계를 이야기하는 반면, 불교 문헌은 자티, 쿨라, 직업에 따라 계층화된 사회의 다른 그림을 제시한다. 바르나 체계는 브라만 이데올로지의 일부였지만, 사회에서 실제로 작동하지 않았을 가능성이 있다. 불교 문헌에서 브라만과 크샤트리야는 바르나라기보다는 자티로 묘사된다. 그들은 실제로 상위 계층의 자티였다. 하위 계층의 자티는 찬달라와 대나무 직조공, 사냥꾼, 마차 제작자, 청소부와 같은 직업 계층으로 언급되었다. 쿨라의 개념은 대략 비슷했다. 브라만과 크샤트리야와 함께 가하파티(문자적으로는 가구주를 의미하지만, 실제로는 재산 계층)라는 계층도 상위 쿨라에 포함되었다. 상위 쿨라의 사람들은 농업, 무역, 가축 사육, 계산, 회계, 글쓰기 등 상위 직업에 종사했으며, 하위 쿨라의 사람들은 바구니 직조, 청소 등 하위 직업에 종사했다. 가하파티는 토지를 소유한 농민의 경제 계층으로, 토지에서 일하기 위해 다사-캄마카라(노예 및 고용 노동자)를 고용했다. 가하파티는 국가의 주요 납세자였다. 이 계층은 출생으로 정의되지 않고, 개인의 경제적 성장에 의해 정의된 것으로 보인다.
적어도 상위 및 하위 계층에서는 쿨라와 직업 사이에 연관성이 있었지만, 특히 중간 계층에서는 계층/카스트와 직업 사이에 엄격한 연계가 없었다. 회계 및 글쓰기와 같이 나열된 많은 직업은 자티와 연결되지 않았다. 피터 메이스필드는 인도의 카스트에 대한 자신의 검토에서 누구든지 원칙적으로 어떤 직업이든 수행할 수 있었다고 말한다. 문헌들은 브라만이 누구에게서든 음식을 받았다고 명시하며, 이는 공공 식사에 대한 엄격한 규제가 아직 알려지지 않았음을 시사한다. 니까야 문헌 또한 족내혼이 의무화되지 않았음을 암시한다.
이 시기의 논쟁은 붓다가 브라만들과 대화하는 것을 묘사하는 문헌에서도 드러난다. 브라만들은 신이 정한 자신들의 우월성을 주장하며 하위 계층으로부터 봉사를 받을 권리를 주장한다. 붓다는 모든 인간에게 공통된 생물학적 출생의 기본 사실을 지적하며, 봉사를 받을 능력은 경제적으로 얻어지는 것이지 신의 권리에 의한 것이 아니라고 주장한다. 아대륙 북서부의 예를 들어, 붓다는 아리아인들이 다사가 될 수 있고 그 반대도 가능하다고 지적한다. 이러한 사회 이동성은 붓다에 의해 지지되었다.

### 초기 힌두교 (기원전 200년–기원후 320년) 및 고전 시대 (기원후 320년–650년)
Moorjani 외 (2013)에 따르면, 족내혼은 기원후 100년 이후에 정착되었다. Basu 외 (2016)에 따르면, 인구 간의 혼혈은 "상위 카스트와 인도-유럽어 사용층 사이에서 특히 빠르게 족내혼으로 대체되었고, 거의 동시에, 아마도 통치자들의 명령에 의해, 모든 지리적 지역의 상위 카스트 인구에서, 현재로부터 약 70세대 전에, 아마도 열정적인 힌두교 굽타 통치자들의 통치 기간(기원후 319-550년) 동안 일어났다." 요하네스 브롱크호르스트는 Basu 외 (2016)와 Moorjani 외 (2013)를 언급하며, 브라만교의 영향력 증가로 인해 "적어도 북인도에서는 기원후 1천년 전반기에 족내혼으로의 전환이 일어났다고 결론 내리는 것이 안전해 보인다"고 말한다. 이 변화는 마누 법전 (기원후 1세기에서 3세기)에 기록되어 있으며, 이는 "카스트 간의 통혼을 명시적으로 금지했다."
기원후 4세기 말에 완성된 것으로 추정되는 마하바라타는 12.181절에서 바르나 체계를 두 가지 모델로 논한다. 첫 번째 모델은 브리구라는 인물을 통해 바르나를 색상 기반 체계로 묘사한다. "브라만 바르나는 흰색, 크샤트리야는 빨간색, 바이샤는 노란색, 슈드라는 검은색이었다." 이 설명은 바라드바자에 의해 의문이 제기되는데, 그는 모든 바르나에서 색상이 보이며, 욕망, 분노, 두려움, 탐욕, 슬픔, 불안, 굶주림, 고통이 모든 인간에게 만연하며, 모든 인간의 몸에서 담즙과 피가 흐르는데, 무엇이 바르나를 구별하는가라고 묻는다. 마하바라타는 이어서 "바르나에는 구별이 없다. 이 모든 우주는 브라흐만이다. 그것은 이전에 브라흐마에 의해 창조되었고, 행위에 따라 분류되게 되었다"고 선언한다. 에픽은 이어서 바르나에 대한 행동 모델을 제시하는데, 분노, 쾌락, 대담함에 기울어진 자들은 크샤트리야 바르나를 얻었고, 가축 사육과 농업에 기울어진 자들은 바이샤 바르나를 얻었으며, 폭력, 탐욕, 불순함에 기울어진 자들은 슈드라 바르나를 얻었다. 브라만 계층은 에픽에서 진실, 금욕, 순수한 행위에 전념하는 인간의 전형적인 기본 상태로 모델링된다. 힐테베이텔에 따르면 마하바라타와 중세 이전 힌두교 문헌에서 "이론적으로 바르나가 계보적이지 않다는 점을 인식하는 것이 중요하다. 네 가지 바르나는 혈통이 아니라 범주이다."

### 후기 고전 및 초기 중세 시대 (650년–1400년)
학자들은 중세 인도의 문서와 비문에서 바르나와 자티의 존재와 성격에 대한 역사적 증거를 찾으려 노력해왔다. 그러나 지지하는 증거는 찾기 어려웠고, 오히려 상충되는 증거가 나타났다.
예를 들어, 안드라프라데시주의 광범위한 중세 시대 기록에는 바르나가 거의 언급되지 않는다. 이는 역사학 및 아시아 연구 교수인 신시아 탈봇으로 하여금 바르나가 이 지역의 일상생활에서 사회적으로 중요했는지에 대해 의문을 제기하게 만들었다. 안드라 비문에 바르나가 언급된 대부분의 사례는 브라만에게서 나온다. 14세기 전사 가문의 희귀한 두 사원 기부 기록은 자신들이 슈드라라고 주장한다. 한 기록은 슈드라가 가장 용감하다고 언급하고, 다른 기록은 슈드라가 가장 순수하다고 언급한다. 역사학 교수 리처드 이튼은 "누구나 사회적 출신에 관계없이 전사가 될 수 있었으며, 소위 전통 인도 사회의 또 다른 기둥인 자티는 사람들의 정체성의 특징으로 나타나지 않는다. 직업은 유동적이었다"고 썼다. 이튼에 따르면, 증거는 슈드라가 귀족의 일부였으며, 11세기에서 14세기 사이에 데칸고원의 힌두 카카티야 왕조 인구에서 많은 "아버지와 아들이 다른 직업을 가졌는데, 이는 사회적 지위가 세습되는 것이 아니라 얻어지는 것이었음을 시사한다"고 밝힌다.
종교학 교수인 레슬리 오르가 연구한 타밀나두 지역에서는 "촐라 시대 비문이 (남인도) 사회의 구조화에 대한 우리의 생각을 전반적으로 뒤흔든다. 브라만 법률 문서가 우리가 예상하게 만들 수 있는 것과는 대조적으로, 우리는 카스트가 사회의 조직 원칙이거나 다른 사회 집단 간의 경계가 명확하게 구분되어 있다고 보지 않는다." 고대 및 중세 시대 타밀나두에서는 벨라라가 엘리트 카스트이자 문학의 주요 후원자였다.
북인도 지역에 대해 수잔 베일리는 "식민지 시대에 이르기까지 아대륙의 많은 지역은 공식적인 카스트 구분이 제한적으로만 중요했던 사람들에 의해 여전히 거주하고 있었으며, 이른바 갠지스 상부 인도의 힌두 중심지에서도 오늘날 전통 카스트의 요소로 종종 묘사되는 제도와 신념은 무굴 시대가 붕괴되고 서구 세력이 아대륙으로 확장되던 18세기 초에야 비로소 형성되기 시작했다"고 썼다.
서인도에 대해 디르크 H. A. 콜프는 중세 시대 라지푸트 역사에서는 개방적인 지위의 사회 집단이 지배적이었다고 시사한다. 그는 "북인도에서 인지적 혈족 관계와 카스트의 편재성은 비교적 새로운 현상으로, 각각 초기 무굴 및 영국 시대에 비로소 지배적이 되었다. 역사적으로 볼 때, 동맹과 개방적인 지위 집단, 즉 전쟁 무리나 종교 종파가 혈통과 카스트가 그러하지 않았던 방식으로 중세 및 근세 인도 역사를 지배했다"고 말한다.
아디 푸라나, 지나세나가 8세기에 저술한 자이나교 문헌으로, 자이나교 문학에서 바르나와 자티를 처음 언급한다. 지나세나는 바르나 체계의 기원을 리그베다나 푸루샤에게 돌리지 않고, 바라타 전설에 귀속시킨다. 이 전설에 따르면, 바라타는 "아힘사-시험" (비폭력 시험)을 수행했으며, 이 시험에서 어떤 생명체에게도 해를 끼치기를 거부한 모든 이들을 고대 인도에서 사제 바르나로 불렀고, 바라타는 그들을 드비자, 즉 두 번 태어난 자들이라고 불렀다. 지나세나는 모든 생명체에 대한 무해와 비폭력 원칙에 헌신하는 자들을 데바-브라흐마나스, 즉 신성한 브라만들이라고 말한다. 아디 푸라나 (9세기) 또한 바르나와 자티의 관계를 논한다. 인도학 교수 파드마나브 자이니에 따르면, 자이나교와 불교에서 아디 푸라나 텍스트는 "마누샤자티 또는 인간 카스트라고 불리는 하나의 자티만이 존재하지만, 그들의 다른 직업 때문에 구분이 발생한다"고 명시한다. 자이나교 문헌에 따르면 크샤트리야 카스트는 리샤바가 사회에 봉사하기 위해 무기를 조달하고 왕의 권력을 획득했을 때 발생했으며, 바이샤와 슈드라 카스트는 그들이 전문으로 하는 다른 생계 수단에서 발생했다.

### 중세 시대, 이슬람 술탄국 및 무굴 제국 시대 (1000년–1750년)
20세기 초중반의 이슬람 역사가들, 예를 들어 1927년의 하시미와 1962년의 쿠레시는 "카스트 제도가 이슬람의 도래 이전에 확립되었으며", 북서 인도 아대륙의 카스트와 "유목적인 야만적인 생활 방식"이 아랍 무슬림 군대가 지역을 침략했을 때 신디 비무슬림들이 "떼지어 이슬람을 받아들인" 주요 원인이었다고 주장했다. 이 가설에 따르면, 대규모 개종은 힌두교 신앙과 관행의 침투로 인해 "내부에서부터 부식된" 하위 카스트 힌두교인들과 마하야나 불교인들로부터 발생했다. 이 이론은 현재 널리 근거 없고 거짓이라고 여겨진다.
사회 역사 및 이슬람 연구 교수 데릴 매클레인은 역사적 증거가 이 이론을 뒷받침하지 않으며, 이용 가능한 어떤 증거도 북서 인도 이슬람 기관이 기존의 불평등을 합법화하고 지속시켰음을 시사하고, 불교도나 "하위 카스트" 힌두교인 모두 이슬람에 카스트 제도가 없다고 보아 개종하지 않았다고 말한다. 매클레인은 이슬람으로의 개종은 드물었으며, 역사적 증거로 입증된 몇 안 되는 개종자들은 브라만 힌두교인(이론적으로 상위 카스트)이었다고 주장한다. 매클레인은 이슬람 시대 인도 사회의 카스트 및 개종 이론은 역사적 증거나 검증 가능한 자료에 기반한 것이 아니라, 북서 인도 아대륙의 이슬람, 힌두교, 불교의 본질에 대한 무슬림 역사가들의 개인적인 가정에 기반한 것이라고 주장한다.
버클리 역사학 교수 리처드 이튼은 인도 이슬람 이전 시대의 엄격한 힌두 카스트 제도와 하위 카스트에 대한 억압이 중세 시대 "이슬람으로의 대규모 개종"의 원인이라는 주장을 한다. 이 주장은 "이론을 뒷받침하는 증거를 찾을 수 없으며, 이는 근본적으로 비논리적"이라는 문제점을 안고 있다.
중세사 및 이슬람 인도사 교수 피터 잭슨은 중세 델리 술탄국 시대(~1200년~1500년)의 힌두 국가에서 카스트 제도에 대한 추측적 가설과 카스트 제도의 존재가 이슬람 군대의 약탈에 대한 힌두교의 저항력 약화의 원인이라는 주장이 처음 보기에는 매력적이지만, "더 면밀한 조사와 역사적 증거에는 견디지 못한다"고 썼다. 잭슨은 카스트 이론 모델에 따르면 크샤트리야만이 전사일 수 있었지만, 역사적 증거는 중세 시대 힌두 전사와 병사들이 바이샤와 슈드라와 같은 다른 카스트 구성원을 포함했음을 확인한다고 말한다. "더 나아가," 잭슨은 덧붙여 "12세기 전환기에 하위 카스트 힌두교인들이 이슬람으로 대규모 개종을 했다는 증거는 전혀 없다"고 말한다. 이슬람 연구 교수 자말 말리크는 이러한 관찰을 확장하여 "역사상 하위 카스트 힌두교인들이 대규모로 이슬람으로 개종한 적은 없다"고 말한다.
자말 말리크는 카스트가 사회 계층화로서 잘 연구된 인도 체계이지만, 이슬람이 인도에 도래하기 전에도 이미 계층적 개념, 계급 의식, 사회 계층화가 이슬람 내부에서 발생했다는 증거도 있다고 말한다. 이슬람 문학에서 카스트, 즉 이슬람 문학에서 '카움'(qaum)이라는 개념은 중세 인도의 몇몇 이슬람 역사가들에 의해 언급되지만, 이러한 언급은 인도 무슬림 사회의 파편화와 관련이 있다고 말리크는 말한다. 델리 술탄국의 지아 우드 딘 바라니는 그의 파타와-예 자한다리에서, 그리고 무굴 제국의 악바르 궁정의 아부 알-파즐은 카스트를 언급한 몇 안 되는 이슬람 궁정 역사가들이다. 그러나 지아 우드 딘 바라니의 논의는 비무슬림 카스트에 대한 것이 아니라, 무슬림들 사이에서 아슈라프 카스트가 아르달 카스트보다 우월함을 선언하는 것이며, 이를 꾸란 텍스트에서 정당화하고 "귀족적 출생과 우월한 혈통이 인간의 가장 중요한 특성"이라고 주장한다.
인도의 역사가 이르판 하비브는 아불 파즐의 아인-이 아크바리가 북인도 힌두교 자트 농민 카스트의 역사적 기록과 인구 조사를 제공하며, 16세기에는 세금 징수 귀족 계층 (자민다르), 무장 기병과 보병 (전사 계층), 그리고 농민 (노동 계층)이 모두 같은 자트 카스트였다고 말한다. 하비브는 한 카스트의 이러한 직업적으로 다양한 구성원들이 무슬림 통치자들의 세금 압력에 대한 반작용으로든 같은 카스트에 속했기 때문이든 서로 봉사했다고 썼다. 농민 사회 계층과 카스트 혈통은 이슬람 통치 하의 지역에서 세금 징수를 위한 도구였다고 하비브는 말한다.
인도의 벵골 지역에서 현대적인 형태의 카스트 제도의 기원은 이 시대로 거슬러 올라갈 수 있다고 리처드 이튼은 말한다. 중세 시대 인도의 이슬람 술탄국들은 비무슬림으로부터 세금을 징수하고 통치하기 위해 사회 계층화를 활용했다. 이튼은 "벵골의 힌두 사회 전체를 볼 때, 카스트 제도—수 세대에 걸친 오리엔탈리스트들이 주장했듯이 고대적이고 불변하는 인도 문명의 본질과는 거리가 멀게도—현대와 유사한 형태로 나타난 것은 무굴 시대가 붕괴되고 서구 세력이 아대륙으로 확장되던 1200년–1500년 시기뿐이었다"고 말한다.

### 후기 무굴 시대 (1700년–1850년)
인류학자 수잔 베일리는 "카스트는 인도 생활의 고정된 사실이 아니며 결코 그래 본 적이 없다"고 지적하며, 오늘날 우리가 아는 카스트 제도는 "의례화된 사회 계층화 체계"로서 무굴 이후 시대인 18세기와 19세기 초에 두 단계에 걸쳐 발전했다고 언급한다. 이 발전에는 세 가지 가치 집합이 중요한 역할을 했는데, 성직자 계층, 왕권, 그리고 무장한 금욕주의자들이었다.
18세기에 이슬람 무굴 제국이 붕괴되면서, 다양한 종교적, 지리적, 언어적 배경을 가진 지역의 무굴 후기 지배 엘리트와 새로운 왕조들은 인도 각지에서 자신들의 권력을 주장하려 했다. 베일리는 이러한 불분명한 무굴 후기 엘리트들이 왕, 성직자, 그리고 금욕주의자들과 자신들을 연관시키면서, 카스트와 혈족의 상징을 사용하여 백성을 분열시키고 자신들의 권력을 공고히 했다고 말한다. 또한, 이러한 유동적이고 무국가적인 환경에서, 이전에 카스트가 없던 사회의 일부는 스스로를 카스트 집단으로 묶었다. 그러나 18세기에는 상인, 무장 금욕주의자, 무장 부족민으로 구성된 인도 전역의 네트워크가 이러한 카스트 이데올로기를 종종 무시했다고 베일리는 썼다. 베일리는 대부분의 사람들이 카스트 규범을 주어진 절대적인 것으로 여기지 않고, 자신들의 상황에 맞게 도전하고 협상하며 적용했다고 썼다. 인도의 여러 지역에서 공동체들은 자산을 극대화하고 손실로부터 자신들을 보호하기 위해 사회 계층화를 형성하기 위해 "집단적 계급화"를 형성했다. 국가 기구가 분열되고, 신뢰할 수 없으며 유동적이고, 권리와 삶이 예측 불가능했던 시기에 형성된 "카스트, 계급, 공동체" 구조는 가치 있게 되었다.
이러한 환경에서 인도 역사 교수 로잘린드 오핸런은 새로 도착한 동인도 회사 식민지 관리들이 힌두교와 이슬람교의 상충되는 이익을 조절하고, 지역 통치자 및 대규모 군사 수도사 집단과 동맹을 맺음으로써 인도에서 상업적 이익을 얻으려 했다고 말한다. 동인도 회사 관리들은 종교와 카스트에 따라 분리된 헌법을 채택했다. 법률 코드와 식민지 행정 관행은 대체로 이슬람법과 힌두법으로 나뉘었으며, 힌두법에는 불교도, 자이나교도, 시크교도를 위한 법률이 포함되었다. 이 과도기 동안 브라만은 서기관, 금욕주의자, 그리고 힌두 사회 및 영적 코드를 받아들인 상인들과 함께 힌두 경전, 법률, 그리고 힌두 문제의 행정에 대한 권위자로 인정받았다.
법률 코드와 국가 행정이 인도에서 유럽 강대국들의 세력이 커지면서 등장하고 있었지만, 더크스는 18세기 후반 영국 문헌이 인도 카스트 제도에 대해 거의 언급하지 않으며, 주로 인도의 영토 정복, 동맹, 전쟁 및 외교에 대해 논한다고 말한다. 이 시기 영국의 사회 역사가 콜린 매켄지는 남인도와 데칸 지역의 인도 종교, 문화, 전통, 지방 역사에 대한 방대한 양의 문헌을 수집했지만, 그의 수집품과 저술에는 18세기 인도 카스트 제도에 대한 내용이 거의 없다.

### 영국 통치 기간 (1857년–1947년)
바르나와 자티는 근대 이전의 기원을 가지고 있지만, 오늘날 존재하는 카스트 제도는 무굴 이후 시대와 영국 식민지 시대의 발전 결과로, 카스트 조직을 행정의 중심 메커니즘으로 만들었다.

#### 근거
자티는 영국 식민지 시대 동안 카스트 민족지학의 기반이었다. 1881년 인구 조사 이후, 식민지 민족지학자들은 카스트(자티) 명칭을 사용하여 당시 영국령 인도 (현재 인도, 파키스탄, 방글라데시, 미얀마)의 사람들을 세고 분류했다. 1891년 인구 조사에는 60개의 하위 그룹이 각각 6개의 직업 및 인종 범주로 세분화되었고, 그 수는 후속 인구 조사에서 증가했다. 식민지 시대 인구 조사 카스트 표는 수잔 베일리에 따르면, "동물학 및 식물학 분류와 유사한 원칙에 따라 인도인의 자티 목록을 순위화하고, 표준화하며, 상호 참조하여, 그들의 추정된 순수성, 직업적 기원 및 집단적 도덕적 가치에 따라 누가 누구보다 우월한지 확립하는 것을 목표로 했다." 관료적인 식민지 관리들이 인도인에 대한 동물학적 분류 보고서를 완성하는 동안, 일부 영국 관리들은 이러한 작업이 인도 카스트 제도의 현실에 대한 풍자에 불과하다고 비판했다. 식민지 관리들은 인구 조사로 결정된 자티를 사용하여 어떤 집단의 사람들이 식민 정부의 어떤 직업에 자격이 있는지, 그리고 어떤 자티의 사람들이 신뢰할 수 없는 것으로 배제되어야 하는지를 결정했다. 인류학 교수 글로리아 라헤자는 이러한 인구 조사 카스트 분류가 19세기 후반과 20세기 초반에 식민지 관리들이 토지세율을 책정하고, 일부 사회 집단을 "범죄" 카스트 및 "반란"에 취약한 카스트로 빈번하게 표적화하는 데도 사용되었다고 말한다.
당시 인구는 약 2억 명에 달했으며, 다섯 가지 주요 종교와 50만 개 이상의 농촌 마을이 있었고, 각 마을에는 다양한 연령대의 100명에서 1,000명 사이의 주민들이 여러 카스트로 나뉘어 있었다. 이러한 이념적 체계는 이론적으로 약 3,000개의 카스트로 구성되었고, 이는 다시 90,000개의 지역별 족내혼 하위 그룹으로 구성되었다고 주장되었다.
엄격한 영국 계급 제도는 영국이 인도 카스트 제도에 집착하는 데 영향을 미쳤을 뿐만 아니라, 영국이 식민지 이전 인도 카스트를 인식하는 방식에도 영향을 미쳤을 수 있다. 영국 사회의 자체적으로 유사하게 경직된 계급 제도는 영국인들에게 인도 사회와 카스트를 이해하는 틀을 제공했다. 계급에 의해 엄격하게 분리된 사회에서 온 영국인들은 인도의 카스트를 영국 사회 계급과 동일시하려고 시도했다. 데이비드 캐나딘에 따르면, 인도 카스트는 인도 제국 시대에 전통적인 영국 계급 제도와 융합되었다.

#### 산스크리트화
산스크리트화는 종종 베다 시대 바르나 체계의 두 가지 명망 높은 바르나인 브라만 또는 크샤트리야의 바르나 지위를 주장하는 것을 목표로 한다. 그 주요 사례 중 하나는 19세기 후반부터 20세기 초반까지 사회적 상승 이동성을 얻기 위한 산스크리트화 노력의 일환으로 다양한 비엘리트 목축 공동체들, 예를 들어 아히르, 고파(Gopa), 아하르, 고알라 등이 야다브라는 단어를 채택한 것이다. 유사한 시도가 역사적으로 비엘리트 농경민으로 분류되었던 쿠르미와 다양한 공동체들, 예를 들어 코에리, 무라오, 나이 등에서도 19세기 후반부터 카스트 조직을 통해 더 높은 사회적 지위를 주장하며 이루어졌다. 영국 통치 하에서 산스크리트화는 상당한 박차를 얻었다. 영국 통치 이전에 하위 카스트들이 산스크리트화를 시도했을 때는 상위 카스트들의 저항을 받았다.
재플롯에 따르면 카스트 협회의 형성은 영국 통치 하에서 실시된 인구 조사에서 카스트의 열거로 인해 발생한 부산물이었다. 인구 조사 위원으로 일했던 식민지 행정관 허버트 호프 리슬리는 카스트를 지역적 맥락에서 분류하고 이에 따라 바르나로 등급을 매기기로 결정했다. 이는 산스크리트화를 통해 사회 및 바르나 지위의 상승 이동을 추구하는 옹호 단체들의 생성을 이끌었다. 쿠르미, 가다리야, 카치, 자타브, 로드, 아히르와 같은 카스트들은 크샤트리야 지위를 주장하기 위해 산스크리트화를 거쳤다.:147–148 전통적으로 증류 및 주류 판매에 종사했던 칼와르 카스트는 20세기 초반부터 이 과정을 통해 자신들의 공동체 이미지를 재정의하려 노력했다.

#### 인종 과학
과학적 인종주의의 주창자이자 식민지 행정관이었던 허버트 호프 리슬리는 코 폭과 높이의 비율을 사용하여 인도인들을 아리안족과 드라비다족으로, 그리고 일곱 개의 카스트로 분류했다.

#### 시행

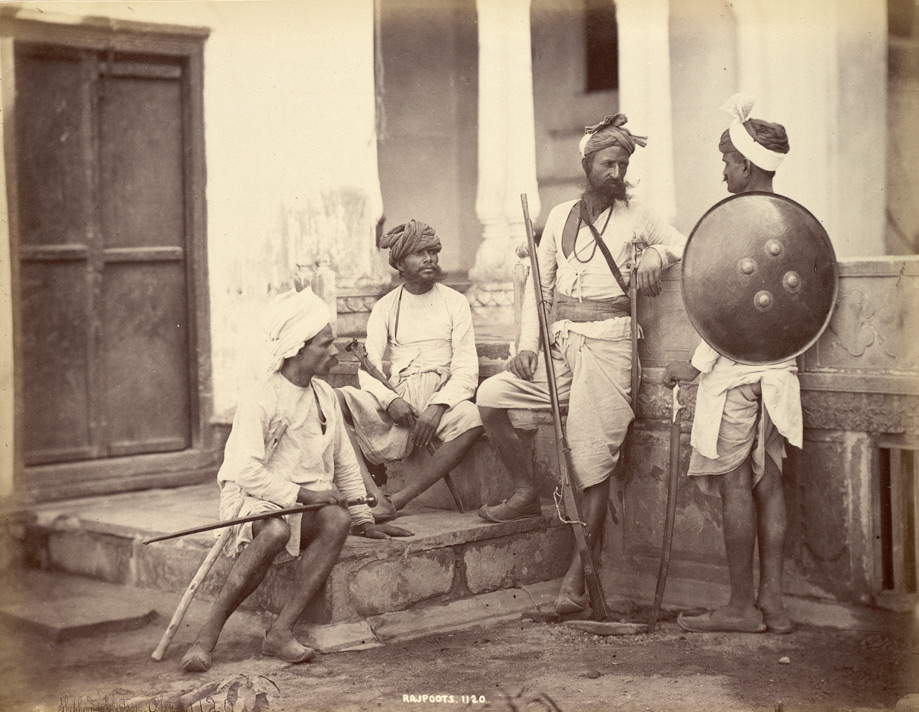
1850년대부터 사진술은 영국에 의해 인도 아대륙에서 인류학적 목적으로 사용되었으며, 다양한 카스트, 부족, 토착 직업을 분류하는 데 도움이 되었다. 이 컬렉션에는 카스트에 따라 분류된 힌두교, 무슬림, 불교 (싱할라인) 사람들이 포함되었다. 위 사진은 1860년대 라지푸트족 사진으로, 고위 힌두 카스트로 분류되었다.

##### 상위 카스트를 위한 일자리
인도의 카스트 제도에 대한 인도 제국의 역할은 논란이 많다. 영국이 10년 단위 인구 조사를 통해 카스트를 열거하고 체계를 꼼꼼하게 성문화하면서, 카스트 제도는 법적으로 경직되었다. 1860년에서 1920년 사이에 영국은 카스트 제도를 통치 체제에 통합하여, 행정직 및 고위직 임명을 상위 카스트에게만 부여했다.

##### 범죄 카스트 지정 및 격리
19세기부터 영국 식민지 정부는 인도인에게 종교 및 카스트 식별에 따라 적용되는 일련의 법률을 통과시켰다. 이 식민지 시대 법률과 조항들은 '부족'이라는 용어를 사용했으며, 그 범위 내에 카스트를 포함했다. 이 용어는 카스트가 정의상 힌두교인으로 간주되는 무슬림의 민감성을 포함하여, 무슬림을 포함하는 더 일반적인 용어인 '부족'을 선호하는 등 다양한 이유로 선호되었다.
예를 들어, 영국 식민지 정부는 1871년에 범죄 부족법을 제정했다. 이 법은 특정 카스트에 속하는 모든 이들이 범죄적 성향을 가지고 태어났다고 선언했다. 인도 아대륙의 사회적 배제를 전문으로 하는 역사학 교수 람나라얀 라왓은 이 법에 따라 범죄자로 분류된 카스트가 처음에는 아히르, 구르자르와 자트를 포함했지만, 19세기 후반에는 대부분의 슈드라와 불가촉천민, 예를 들어 차마르와 같은 이들이 포함되었으며, 산냐시와 산악 부족들도 포함되었다고 말한다. 식민지 법률에 반란을 일으키고 인도 자치를 추구하는 것으로 의심되는 카스트, 예를 들어 남인도의 이전 통치 가문인 칼라르와 마라바르, 그리고 북인도의 비충성 카스트인 아히르, 구르자르, 자트 등은 "약탈적이고 야만적"이라고 불리며 범죄 카스트 목록에 추가되었다. 일부 카스트 집단은 아무런 폭력이나 범죄 활동 보고가 없었음에도 불구하고, 조상들이 무굴 또는 영국 당국에 반란을 일으킨 것으로 알려졌거나, 노동권을 요구하며 식민지 조세 당국을 방해했다는 이유로 범죄 부족법의 표적이 되었다.
식민지 정부는 범죄 카스트 목록을 작성했으며, 카스트 인구 조사로 이 카스트에 등록된 모든 구성원들은 방문할 수 있는 지역, 이동할 수 있는 지역, 또는 사회화할 수 있는 사람들에 대한 제한을 받았다. 식민지 인도의 특정 지역에서는 전체 카스트 집단이 태어날 때부터 유죄로 추정되어, 유죄 판결이나 정당한 절차 없이 체포되고, 자녀는 부모와 분리되어 형벌 식민지나 격리 수용소에 수용되었다. 이러한 관행은 논란이 되었고 모든 영국 식민지 관리들의 지지를 받지는 못했다. 몇몇 경우에는 20세기 초에 "사람들이 [유전된] 나쁜 성격이라는 추정만으로 무기한 수감될 수 없다"는 선포로 수십 년간 이어지던 이 관행이 뒤집혔다. 특정 카스트에 대한 출생시 범죄자 법률은 20세기 중반까지 시행되었으며, 1900년대부터 1930년대까지 서인도와 남인도에서 범죄 카스트 목록이 확대되었다. 수백 개의 힌두 공동체가 범죄 부족법의 적용을 받았다. 1931년까지 식민지 정부는 마드라스 관구에서만 237개의 범죄 카스트 및 부족을 이 법에 포함시켰다.
유전적 범죄자라는 개념은 오리엔탈리즘적 고정관념과 식민지 시대에 널리 퍼진 인종 이론과 부합했지만, 그 시행의 사회적 영향은 많은 힌두 공동체를 태어날 때부터 범죄자로 낙인찍고, 분열시키며, 고립시키는 것이었다.

##### 종교 및 카스트에 따른 인권 분리
인도의 역사 및 종교학 교수 엘리너 네스빗은 식민지 정부가 카스트 인구 조사를 통해서뿐만 아니라 20세기 초 일련의 법률을 통해 인도 내 카스트 기반 분열을 강화했다고 말한다. 예를 들어, 식민지 관리들은 1900년 토지 소외법과 1913년 펀자브 우선매수법과 같은 법률을 제정하여 합법적으로 토지를 소유할 수 있는 카스트를 명시하고, 다른 인구 조사로 지정된 카스트에게는 동등한 재산권을 박탈했다. 이러한 법률은 토지 소유 카스트에서 비농업 카스트로의 세대 간 및 세대 내 토지 이전을 금지하여, 재산의 경제적 이동성을 막고 결과적으로 인도 내 카스트 장벽을 만들었다.
쿠슈완트 싱, 시크교 역사가, 그리고 토니 발란타인, 역사학 교수는 이러한 식민지 시대 법률이 북서 인도에서 토지 소유 카스트와 토지 없는 카스트 사이에 장벽을 만들고 세우는 데 도움이 되었다고 말한다. 식민지 국가에 의한 카스트 기반 차별과 인권 박탈은 인도 다른 지역에서도 유사한 영향을 미쳤다.

##### 사회적 정체성
니컬러스 더크스는 오늘날 우리가 아는 인도 카스트는 "현대적 현상"이며, 카스트는 "영국 식민 통치에 의해 근본적으로 변형되었다"고 주장했다. 더크스에 따르면, 식민 통치 이전에는 카스트 소속이 매우 느슨하고 유동적이었지만, 식민 통치는 카스트 소속을 엄격하게 시행하고, 이전에 존재했던 것보다 훨씬 더 엄격한 계층을 구축했으며, 일부 카스트는 범죄화되고 다른 카스트는 우대받았다.
드 즈와르트는 카스트 제도가 과거에는 힌두교 생활의 고대적 사실로 여겨졌지만, 현대 학자들은 대신 이 시스템이 식민지 당국에 의해 구축되었다고 주장한다고 언급한다. 그는 "직업과 교육 기회가 카스트에 기반하여 할당되었고, 사람들은 자신의 기회를 극대화할 수 있는 카스트 시스템을 모여서 채택했다"고 말한다. 드 즈와르트는 또한 탈식민지 적극적 우대조치가 "가설적으로 카스트 시스템을 구축한 영국의 식민지 프로젝트"를 강화했을 뿐이라고 지적한다.
스위트먼은 유럽의 카스트 개념이 이전의 정치적 구성물을 배제하고 인도의 "본질적으로 종교적인 특성"을 주장했다고 지적한다. 식민지 시대에는 카스트가 종교 시스템으로 정의되었고 정치 권력과 분리되었다. 이는 식민 통치자들이 인도를 "전제적이고 부차적"이라고 비판했던 이전 인도 국가들과 대조적으로, 영적인 조화로 특징지어지는 사회로 묘사할 수 있도록 했다. 식민지 세력은 필요한 "보다 '진보된' 국가에 의한 자비롭고 가부장적인 통치"를 제공했다.

#### 추가 발전
인도 사회의 카스트 제도에 대한 가정과 그 본질은 식민 통치 기간 동안 진화했다. 콜브리지는 인도의 수많은 제후국에 대한 영국 정책과 10년 단위 인구 조사, 특히 1901년과 1911년 인구 조사를 통한 인구의 엄격한 분류가 카스트 정체성 강화를 촉진했다고 결론 내린다.
1920년대 사회 불안은 이러한 정책의 변화로 이어졌다. 그 이후로 식민지 행정부는 하위 카스트를 위해 특정 비율의 정부 일자리를 유보하는 적극적 차별 정책을 시작했다.
1932년 8월 원탁회의에서 암베드카르의 요청에 따라 당시 영국 총리 램지 맥도널드는 무슬림, 시크교도, 기독교인, 앵글로-인도인, 유럽인 및 달리트에게 별도의 대표권을 부여하는 공동 수상을 발표했다. 이러한 억압받는 계층에게는 해당 계층의 유권자들만 투표할 수 있는 특별 선거구에서 선출될 수 있는 일정 수의 의석이 할당되었다. 간디는 이러한 조치가 힌두 공동체를 두 그룹으로 분열시킬 것이라고 주장하며 이에 반대하여 단식 투쟁을 벌였다. 수년 후, 암베드카르는 간디의 단식이 강압의 한 형태였다고 썼다. 간디가 단식을 끝내고 암베드카르가 별도 선거구 요구를 철회한 이 합의는 푸나 협정이라고 불렸다.
인도가 독립을 이룬 후, 카스트에 기반한 직업 할당 정책은 지정 카스트 및 지정 부족 목록으로 공식화되었다.

#### 기타 이론 및 관찰
스멜서와 립셋은 후튼의 식민지 인도 카스트 제도 연구에 대한 검토에서 카스트 간 개인 이동성이 인도에서 최소화되었을 수 있다고 제안한다. 그들은 이는 식민지 사회 계층화가 기존의 의례적 카스트 제도와 함께 작동했기 때문일 수 있다고 말한다.
18세기와 19세기 초 영국 식민 통치 초기에 현대적인 형태의 카스트 제도가 출현한 것은 남아시아에서 균일하지 않았다. 식민지 인도에 대한 프랑스 역사가 클로드 마르코비츠는 18세기 후반과 19세기 대부분의 기간 동안 북인도와 서인도(신드)의 힌두 사회에는 적절한 카스트 제도가 없었으며, 그들의 종교적 정체성은 유동적이었고(사비즘, 바이슈나비즘, 시크교의 결합), 브라만은 널리 퍼진 성직자 집단이 아니었다(그러나 바와가 그랬다). 마르코비츠는 북서 인도 힌두 상인 집단에서는 "종교가 구조화 요인이 아니었듯이 카스트도 아니었다"고 썼다.

### 현대 인도

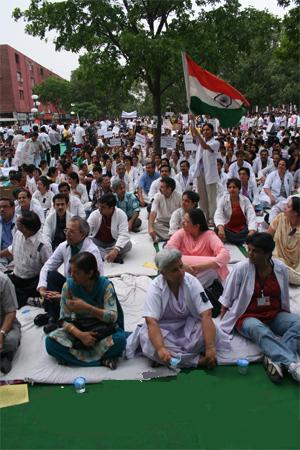
대규모 2006년 인도 반보류 시위

#### 카스트 정치
사회적 계층화와 그에 따른 불평등은 인도에 여전히 존재하며, 심하게 비판받아 왔다. 정부 정책은 지정 카스트에게 혜택을 주는 쿼터 제도인 지정을 통해 이러한 불평등을 줄이는 것을 목표로 하지만, 사회학자 아르빈드 샤에 따르면 역설적으로 이러한 계층화를 유지하려는 유인을 만들어 내기도 한다. 인도 정부는 역사적으로 차별받던 인도의 공동체인 불가촉천민을 지정 카스트 및 지정 부족이라는 명칭으로 공식적으로 인정하고, 일부 경제적으로 낙후된 카스트를 다른 후진 계층으로 분류한다.
그러나 다른 이들은 상위 카스트 구성원들이 공공 부문 일자리를 독점하는 것을 막기 위해 카스트 기반 지정이 필요하다고 주장한다. 이들은 또한 인도의 지정이 주로 빈곤 퇴치를 목표로 하는 것이 아니라, 모든 카스트 집단의 적절한 대표성을 보장하는 것을 목표로 한다고 지적한다.

#### 결혼
인도 내 대부분의 결혼은 여전히 족내혼으로 이루어지며, 카스트 간 결혼과 종교 간 결혼은 주로 "경제적으로, 교육적으로, 문화적으로 발전하고 도시 지향적인" 사람들 사이에서 발견된다. 2005년 연구에 따르면 카스트 간 결혼은 1981년에서 2005년 사이에 거의 두 배 증가했지만 6.1% 수준에 불과했다.
카스트 간 결혼에 대한 반대는 여전히 널리 퍼져 있으며, 퓨 여론 조사에 따르면 인도인 5명 중 3명 이상이 남성과 여성 모두 카스트 밖에서 결혼하는 것을 막는 것이 "매우 중요하다"는 데 동의한다. 여론 조사는 또한 힌두교인, 무슬림, 시크교도에 비해 기독교인과 불교도들이 카스트 간 결혼에 대해 비교적 더 수용적임을 보여주었다. 카스트 간 결혼에 대한 불승인과 관련된 명예 살인은 여전히 빈번하며, 아웃룩 인도는 "NGO '에비던스'는 2019년 11월에 지난 5년간 타밀나두에서만 195건의 명예 살인 사례가 보고되었다고 밝혔다"고 지적했다.
인도 정부는 카스트 간 결혼을 통한 사회 통합을 위한 암베드카르 박사 계획에 따라 카스트 간 결혼 부부에게 재정적 인센티브를 제공한다. 오디샤주, 하리아나주, 펀자브, 카르나타카주, 히마찰프라데시주, 비하르주, 타밀나두주, 라자스탄주, 마하라슈트라주 등의 다양한 주 정부도 유사한 제도를 운영하고 있다.

#### 카스트 관련 폭력
독립 인도는 카스트 관련 폭력을 경험했다. 2005년 유엔 보고서에 따르면, 1996년에 달리트에 대한 폭력 행위가 약 31,440건 보고되었다. 유엔 보고서는 10,000명당 1.33건의 폭력 행위가 달리트에게 발생했다고 주장했다. 참고로, 유엔은 2005년 선진국에서 10,000명당 40~55건의 폭력 행위가 발생했다고 보고했다. 그러한 폭력의 한 예는 2006년의 카이라란지 학살이다.
인도의 지정 카스트 및 지정 부족 (잔혹 행위 방지) 법, 1989는 지정 카스트 및 지정 부족 구성원에 대한 잔혹 행위와 차별을 방지하고 처벌하는 것을 목표로 한다. 이 법에 따라 처벌 가능한 범죄의 예로는 "피해자에게 불쾌한 물질을 먹거나 마시도록 강요하는 행위; 그들의 집이나 부지에 배설물, 오물, 사체를 버리는 행위; 토지 강탈; 굴욕; 성적 학대" 등이 있다. 국립 범죄 기록국은 이 법에 따라 보고된 범죄 통계를 연례 보고서에 포함한다. 최근 몇 년 동안 이 법에 따라 보고된 총 범죄 건수는 증가했지만, 유죄 판결률은 낮았다. 2019년에는 지정 카스트 공동체 구성원에 대한 범죄가 7.3% 증가했고, 지정 부족 구성원에 대한 범죄는 26.5% 증가했다.

### 인도 디아스포라
인도 디아스포라 내에서도 카스트는 지속된다. 예를 들어, 미국의 달리트들은 차별과 폭력을 경험했다고 보고한다. 2020년 캘리포니아 공정 고용 및 주택국은 시스코와 직원 두 명에 대해 한 인도인 엔지니어가 자신들보다 낮은 카스트 출신이라는 이유로 차별을 했다는 혐의로 소송을 제기했다. 소송에 인용된 시민권 단체 평등 연구소의 2018년 설문조사에 따르면, 달리트의 67%가 "카스트 때문에 직장에서 부당한 대우를 받았다"고 보고했다.
영국 정부는 2017년 3월부터 9월까지 카스트 차별에 대한 법적 보호를 보장하기 위한 방안에 대한 공개 협의를 진행했다. 협의 결과 정부는 "카스트로 인한 불법적인 차별에 대해 필요한 보호를 제공하는 가장 좋은 방법은 법원과 재판소가 발전시킨 판례법에 의존하는 것"이라고 결정했다.

## 적극적 우대조치
인도의 헌법 제15조는 카스트에 기반한 차별을 금지하며, 제17조는 불가촉천민 관행을 불법으로 선언했다. 1955년, 인도는 불가촉천민 (범죄) 법을 제정했다 (1976년에 시민권 보호법으로 개칭). 이 법은 의도에서 의무적 집행으로 법의 범위를 확장했다. 지정 카스트 및 지정 부족 (잔혹 행위 방지) 법은 1989년에 인도에서 통과되었다.
- 국가 지정 카스트 및 지정 부족 위원회는 지정 카스트 및 지정 부족의 사회경제적 진전을 조사, 감독, 자문 및 평가하기 위해 설립되었다.[262]
- 지정 카스트 및 지정 부족으로 분류된 사람들을 위한 지정 제도는 50년 이상 존재해 왔다. 인도에 민간 소유의 자유 시장 기업은 제한적이며, 공공 부문 일자리가 경제에서 일자리의 비율을 지배해 왔다. 2000년 보고서에 따르면 인도의 대부분의 일자리는 정부 소유 기업이나 정부 기관에 있었다.[263] 인도가 50년 넘게 시행한 지정 제도는 부분적으로 성공적이었다. 1995년 전국적으로 모든 일자리 중 17.2%가 최하위 카스트에 속한 사람들이 차지했기 때문이다.
- 인도 정부는 정부 직무를 네 그룹으로 분류한다. 그룹 A 직무는 정부에서 가장 고위직이며 고임금을 받는 직무이며, 그룹 D 직무는 가장 하위직이며 저임금을 받는 직무이다. 그룹 D 직무에서 최하위 카스트로 분류된 사람들이 차지하는 비율은 인구 통계학적 비율보다 30% 더 많다. 그룹 C 직무로 분류된 모든 직무에서 최하위 카스트 사람들이 차지하는 비율은 인구 통계학적 분포와 거의 동일하다. 그룹 A와 B 직무에서 최하위 카스트로 분류된 사람들이 차지하는 비율은 인구 통계학적 비율보다 30% 낮다.[264]
- 인도에서 최고 소득을 받는 고위직에 최하위 카스트 출신 인구의 비율은 1959년 전체 직무의 1.18%에서 1995년 10.12%로 10배 증가했다.[265]

### 인정
인도 정부는 역사적으로 차별받던 인도의 공동체인 불가촉천민을 지정 카스트 및 지정 부족이라는 명칭으로 공식적으로 인정하고, 일부 경제적으로 낙후된 수드라 카스트를 다른 후진 계층으로 분류한다. 2001년, 달리트 인구는 인도 전체 인구의 16.2%를 차지했다. 인도 내 10억 명의 힌두교도 중, 힌두교 상위 카스트는 26%, 다른 후진 계층은 43%, 힌두교 지정 카스트(달리트)는 22%, 힌두교 지정 부족(아디바시)은 9%를 차지하는 것으로 추정된다.
지정 카스트 및 지정 부족에 대한 적극적 우대조치 외에도, 인도는 빈곤하고 낙후된 카스트 출신 사람들을 경제적, 사회적 주류에 포함시키기 위한 노력을 확대했다. 1990년, 정부는 만달 위원회 권고에 따라 낙후된 계층을 위해 27%를 할당했다. 그 이후, 인도는 정부 소유 기업 및 기관의 일자리 기회 중 27%를 사회적으로 및 교육적으로 낙후된 계층(SEBCs)을 위해 지정해 왔으며, 이는 지난 50년간 인도의 최하위 카스트를 위해 이미 지정된 22.5%에 추가되는 것이다.

### 만달 위원회
만달 위원회는 1979년 "사회적으로나 교육적으로 낙후된 사람들을 식별"하고 카스트 차별을 시정하기 위한 좌석 할당 및 쿼터 문제를 검토하기 위해 설립되었다. 1980년, 위원회의 보고서는 인도 법률에 따른 적극적 우대조치 관행을 확인했는데, 이에 따라 하위 카스트의 추가 구성원들인 다른 후진 계층에게 정부 직무와 공립 대학의 슬롯 중 27%에 대한 독점적 접근이 주어졌으며, 이는 달리트와 부족민에게 이미 할당된 23%에 더해진 것이었다. 비슈와나트 프라탑 싱 행정부가 1990년 만달 위원회의 권고를 시행하려 하자, 대규모 시위가 전국에서 일어났다. 많은 이들이 정치인들이 순전히 실용적인 선거 목적으로 카스트 기반 할당을 이용하려 한다고 비난했다.

### 기타 후진 계층(OBC)
인도의 OBC의 정확한 수는 상당한 논쟁의 대상이다. 일반적으로 상당한 규모로 추정되지만, 많은 사람들은 만달 위원회나 국가 표본 조사 조직이 인용한 수치보다 낮다고 믿는다.
지정 제도는 2006년 인도 반보류 시위와 같은 광범위한 시위를 야기했으며, 많은 이들이 상위 카스트(지정에 자격이 없는 카스트)에 대한 역차별을 호소하고 있다.
2011년 5월, 정부는 다양한 사회 배경의 빈곤을 식별하기 위해 빈곤, 종교 및 카스트 인구 조사를 승인했다. 이 인구 조사는 또한 정부가 만달 위원회와 같이 성급하게 형성된 일부 정책들을 재검토하고 가능하면 철회하여 현대 현실에 대한 정책에 더 많은 객관성을 부여하는 데 도움이 될 것이다. 지정 제도의 비판론자들은 낙후된 카스트에 속하는 것과 관련된 사회적 사회 낙인이 전혀 없으며, 교육 및 직업 할당이라는 거대한 헌법적 인센티브 때문에 많은 사람들이 혜택을 받기 위해 잘못된 낙후 카스트 신분을 주장할 것이라고 믿는다. 이는 낙후된 카스트의 수치적 인플레이션을 초래할 뿐만 아니라, 그러한 의심스러운 카스트 선언이 이의 제기될 경우 엄청난 행정적 및 사법적 자원이 사회 불안과 소송에 소요될 것이라고 주장한다.
20세기 인도에서는 상류층 (아슈라프) 무슬림들이 정부 일자리와 의회 대표직을 지배했다. 그 결과, 인도 무슬림 불가촉천민 및 하위 카스트를 SC 및 ST 조항법에 따른 인도의 적극적 우대조치 대상에 포함시키려는 운동이 있었으며, 사차르 위원회 보고서에 따라 추가적인 할당이 부여되었다.

### 정부 지원의 효과
2008년 연구에서 데사이 등은 인도 최하위 카스트와 부족 인구의 6–29세 어린이 및 청소년의 교육 성취에 초점을 맞췄다. 그들은 1983년에서 2000년 사이에 네 차례의 설문 조사 연도마다 10만 가구 이상을 대상으로 전국 조사를 완료했다. 그들은 최하위 카스트 어린이들의 초등학교 졸업 확률이 상당히 증가했음을 발견했다. 달리트 어린이들의 중등, 고등 또는 대학 수준 교육 이수율은 전국 평균보다 세 배 빠르게 증가했으며, 총 숫자는 최하위 카스트와 상위 카스트 모두 통계적으로 동일했다. 그러나 같은 연구에서 2000년에도 달리트 남성 중 학교에 전혀 등록하지 않은 비율은 상위 카스트 남성 중 학교에 전혀 등록하지 않은 비율의 두 배 이상이었다. 또한, 달리트 여성 중 대학 졸업자는 1.67%에 불과했으며, 상위 카스트 여성은 9.09%였다. 같은 기간 동안 인도에서 학교에 다니는 달리트 소녀의 수는 두 배 증가했지만, 여전히 전국 평균보다는 낮았다. 다른 빈곤 카스트 집단뿐만 아니라 인도 무슬림과 같은 민족 집단도 16년 동안 개선을 이루었지만, 그들의 개선은 달리트와 아디바시보다 뒤처졌다. 1999년 달리트와 무슬림의 순 학교 성취율은 통계적으로 동일했다.
세계은행이 2007년 인도 전국을 대상으로 실시한 조사에 따르면, 역사적으로 차별받던 카스트 출신 어린이의 80% 이상이 학교에 다니고 있는 것으로 나타났다. 달리트 공동체 어린이들의 학교 출석률 증가는 인도의 최근 경제 성장 시기에 가장 빠르게 이루어졌다.
다르샨 싱의 연구는 인도의 역사적으로 차별받는 카스트의 건강 및 기타 사회경제적 변화 지표에 대한 자료를 제시한다. 그는 다음과 같이 주장한다.
- 2001년, 인도의 최하위 카스트의 문해율은 55%였으며, 이는 전국 평균인 63%와 비교된다.
- 2001년, 인도의 최하위 카스트의 영아 백신 접종률은 40%였으며, 이는 전국 평균인 44%와 비교된다.
- 2001년, 인도의 최하위 카스트에서 가정 내 또는 가정 근처에 음용수 접근성은 80%였으며, 이는 전국 평균인 83%와 비교된다.
- 인도의 최하위 카스트의 빈곤율은 1995년에서 2005년 사이에 49%에서 39%로 감소했으며, 전국 평균은 35%에서 27%로 감소했다.

현대 인도에서 다양한 카스트 집단의 기대 수명이 증가했지만, 국제 인구 과학 연구소 보고서는 현대 인도에서 기대 수명의 더 큰 차이점은 카스트가 아니라 빈곤이라고 시사한다.

## 다른 종교에 미치는 영향
힌두교와 관련이 있지만, 카스트 제도는 네팔 불교, 기독교, 무슬림 등 인도 아대륙의 다른 종교에서도 발견된다.

### 무슬림
인도 내 무슬림들 사이에서도 카스트 제도가 관찰되어 왔다. 그들은 족내혼, 하이퍼가미, 세습 직업을 실천하고, 사회적 혼합을 피하며, 계층화되어 왔다. 이러한 특성들이 그들을 사회 집단으로 만들지, 아니면 이슬람의 카스트로 만들지에 대해서는 약간의 논란이 있다. 일부 학자들은 무슬림 카스트의 차별이 힌두교만큼 심각하지 않다고 주장하는 반면, 비평가들은 남아시아 무슬림 사회의 차별이 더 심각하다고 주장한다.
이슬람이 남아시아에 도래한 초기부터 아랍, 페르시아, 아프간 무슬림은 상위 카스트로 인정받았다. 이 외국인 집단과 함께 이슬람으로 개종한 일부 상위 카스트 힌두교인들은 통치 집단의 일부가 되었는데, 이들은 아슈라프(Ashraf, 또는 귀족)로 알려지게 되었다. 그 아래에는 아즐라프(Ajlafs)라고 불리는 중간 카스트 무슬림들이 있으며, 가장 낮은 지위의 무슬림은 아르잘스(Arzals)이다. 암베드카르와 같은 카스트 반대 운동가들은 무슬림 중 아르잘 카스트를 힌두교의 불가촉천민과 동등하다고 불렀으며, 영국 민족지학자 허버트 호프 리슬리도 마찬가지였다.
벵골에서 일부 무슬림들은 자신들의 사회 내 계층화를 카움(qaum, 또는 Quoms)이라고 부르는데, 이 용어는 인도 다른 지역뿐만 아니라 파키스탄과 아프가니스탄의 무슬림들 사이에서도 발견된다. 카움은 부계 세습을 따르며, 순위가 매겨진 직업과 족내혼을 특징으로 한다. 카움의 구성원 자격은 출생에 의해 상속된다. 바르트는 이러한 계층화의 기원을 파크(pak, 순수)와 팔리드(paleed, 불순) 사이의 역사적 분리에서 찾는데, 이는 가족의 사회적 또는 종교적 지위, 직업, 성범죄 연루 여부에 따라 정의된다. 피부색이 파크/팔리드를 정의했던 역사가 있지만, 이는 역사적 뿌리가 없으며, 힌두 카스트 제도와의 유추를 통해 외부인들에게 채택되었다.
인도와 파키스탄의 무슬림들 사이에서는 혈족 결혼 형태로 족내혼이 매우 흔하다. 말리크는 종교적 승인이 없기 때문에 카움은 "준 카스트"이며, 남아시아 이외의 이슬람에서도 발견된다고 말한다.

### 시크교
시크교 문헌은 바르나를 바라나로, 자티를 자트 또는 자트-비라다리라고 언급한다. 종교학 교수이자 시크교 서적 저자인 엘리너 네스빗은 시크교 문헌에서 바라나는 계급 체계로 묘사되는 반면, 자트는 시크교 문헌에서 일부 카스트 체계의 특징을 가지고 있다고 말한다. 이론적으로 시크교 문헌은 카스트 계층이나 차이를 인정하지 않지만, 실제로는 현대에 시크교도들 사이에서 광범위한 족내혼 관행이 만연했으며, 소외된 카스트의 가난한 시크교도들은 자신들만의 예배 장소에 모여 계속해서 예배를 드린다. 네스빗은 대부분의 시크교 가족들이 자녀의 결혼 상대의 카스트를 계속 확인하며, 시크교 구루들 모두 자신의 자트 내에서 결혼했으며, 자녀나 시크교도 전체의 족내혼 결혼 관행을 비난하거나 단절하지 않았다고 지적한다.
시크교 구루들은 카스트 제도의 계층을 비판했지만, 시크교 공동체에는 실제로 계층이 존재한다. 수린더 S. 조드카에 따르면, 토지를 소유한 지배적인 카스트에 속하는 시크교도들은 달리트에 대한 모든 편견을 버리지 않았다. 달리트들은 마을 구르드와라에 출입할 수 있었지만, 랑가르(공동 식사)를 요리하거나 제공하는 것은 허용되지 않았다. 따라서 자원을 동원할 수 있는 곳마다 펀자브의 달리트들은 특정 수준의 문화적 자율성을 얻기 위해 자신들만의 구르드와라 및 기타 지역 기관을 건설하려고 노력했다.
1953년, 인도 정부는 시크교 지도자 타라 싱의 요구를 수용하여 개종한 불가촉천민 시크교 카스트를 지정 카스트 목록에 포함시켰다. 시로마니 구르드와라 파르반드하크 위원회에서 140석 중 20석은 하위 카스트 시크교도들을 위해 예약되어 있다.

### 자이나교
자이나교의 카스트 제도는 수세기 동안 존재해 왔는데, 주로 족내혼의 형태로 나타났지만, 폴 던다스에 따르면 현대에는 이 제도가 큰 역할을 하지 않는다. 이는 라자스탄주의 주요 자이나교 카스트를 사회적 지위별로 설명한 캐리더스와 험프리스의 주장과 모순된다.

### 기독교인
인도 기독교인들 사이에서는 카스트뿐만 아니라 교파와 지역에 따라 사회 계층화가 발견된다. 카스트 구분은 그들 또는 그들의 조상이 기독교로 개종할 당시의 카스트에 기반한다. 16세기 이후로 그들은 일반적으로 통혼하지 않고, 교회에서 기도할 때도 따로 앉는다.
인도 기독교인들 사이에서 카스트에 대한 가장 초기의 개념은 케랄라에서 성 토마스 기독교인들(또는 "시리아 기독교인")에게서 비롯되었다. 덩컨 포레스터는 "인도 어디에도 오랜 옛날부터 카스트 계층에서 높은 지위를 부여받은 대규모의 고대 기독교 공동체는 없다. ... 시리아 기독교 공동체는 카스트로서, 또는 적어도 카스트와 매우 유사한 집단으로서 매우 잘 운영된다"고 관찰한다. 힌두 사회 내에서 케랄라의 성 토마스 기독교인들은 카스트 규칙을 준수함으로써 인도 카스트 사회 내에 자신들을 편입시켰으며, 힌두교인들에게 카스트 계층에서 높은 위치를 차지하는 카스트로 간주되었다. 그들의 조상이 남부디리와 나이르와 같은 상위 카스트 힌두교인들이었고, 사도 토마에 의해 개종되었다는 전통적인 믿음 또한 그들의 상위 카스트 지위를 뒷받침했다. 유럽 선교사들이 케랄라의 하위 카스트들 사이에서 개종을 시작하면서, 말라바르의 라틴 가톨릭교도와 개신교 달리트 기독교인이라는 두 개의 새로운 기독교 집단이 형성되었지만, 이들은 성 토마스 기독교인들을 포함한 상위 계층 공동체들에 의해 계속해서 하위 카스트로 간주되었다.
| 종교/카스트  | SC    | ST    | OBC   | 상위 카스트/기타 |
| ------------ | ----- | ----- | ----- | ---------------- |
| 힌두교       | 22.2% | 9%    | 42.8% | 26%              |
| 이슬람교     | 0.8%  | 0.5%  | 39.2% | 59.5%            |
| 기독교       | 9.0%  | 32.8% | 24.8% | 33.3%            |
| 시크교       | 30.7% | 0.9%  | 22.4% | 46.1%            |
| 자이나교     | 0.0%  | 2.6%  | 3.0%  | 94.3%            |
| 불교         | 89.5% | 7.4%  | 0.4%  | 2.7%             |
| 조로아스터교 | 0.0%  | 15.9% | 13.7% | 70.4%            |
| 기타         | 2.6%  | 82.5% | 6.25  | 8.7%             |
| 총계         | 19.7% | 8.5%  | 41.1% | 30.8%            |

### 분포
표 1은 국가 표본 조사 기구 55차(1999–2000) 및 61차 라운드(2004–05) 조사에서 얻은 가용 데이터의 스케줄 1 및 스케줄 10 병합 샘플에서 얻은 각 종교별 카스트 범주 인구 분포이다. 만달 위원회의 1980년 보고서에 따르면 다른 후진 계층 (OBC)은 국가 인구의 52%를 차지하는 것으로 나타났으나, 2006년 국가 표본 조사 기구의 조사가 이루어졌을 때는 그 수치가 41%로 줄어들었다.

## 비판
카스트 제도는 인도 내외에서 비판을 받아왔다. 1980년대 이후, 카스트는 인도의 정치에서 주요 논란이 되어왔다.

### 인도 사회 개혁가들

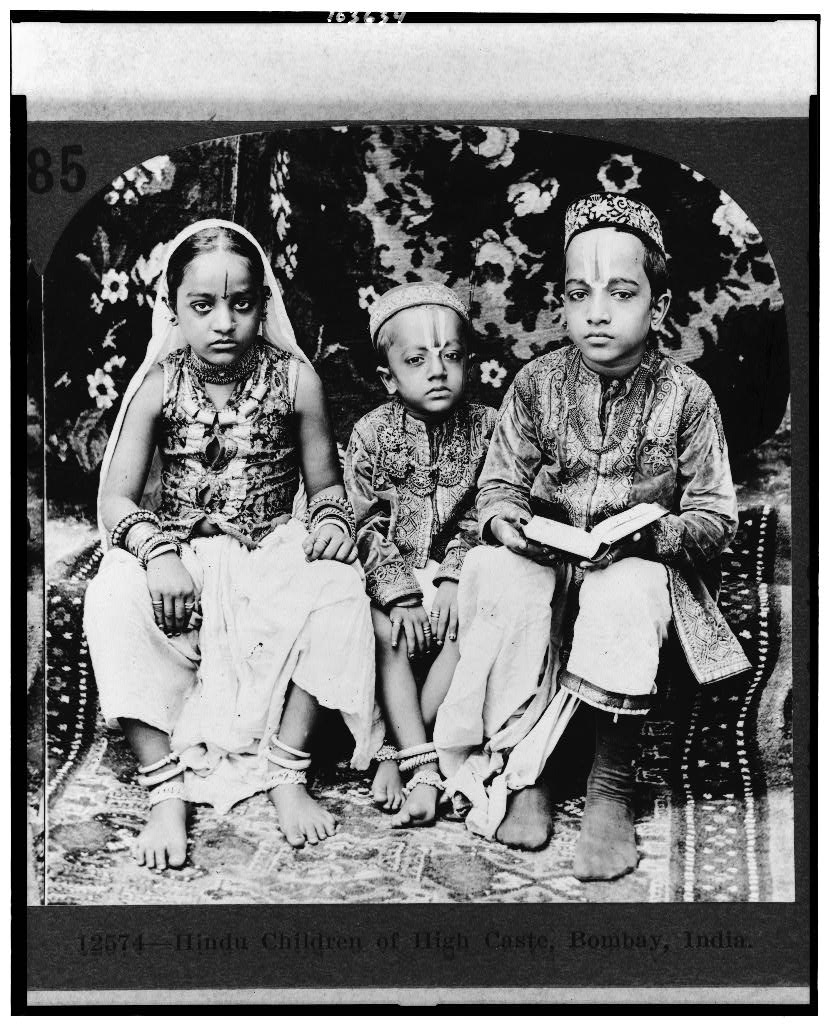
1922년 봄베이의 고위 카스트 힌두 어린이들을 찍은 스테레오그래프. 이는 언더우드 & 언더우드 스테레오스코프의 식민지 세계 여행의 일부였다. 이와 관련 컬렉션들은 극단적인 효과를 연출하고 다양한 식민지 국가들의 정체성을 구축했다는 이유로 논란이 되었다. 크리스토퍼 피니는 그러한 이미징이 인도인들에게 불쾌감을 주었던 감시 및 강요된 정체성의 일부였다고 지적한다.

카스트 제도는 많은 인도 사회 개혁가들에 의해 비판받아 왔다.

#### 바사바
바사바 (1105년–1167년)는 사원 예배와 의례를 거부하고, 개별적으로 착용하는 상징물인 작은 링가와 같은 실천을 통해 시바에게 개인적으로 직접 예배하는 것을 옹호했다. 이 접근 방식은 성별, 계급, 카스트 차별 없이 모든 사람에게 항상 시바의 존재를 가져다주었다. 그의 가르침과 "카야카베 카일라사"(노동은 카일라시(행복, 천국)로 가는 길, 또는 노동은 예배)와 같은 구절은 인기를 얻었다.

#### 조티라오 풀레
조티라오 풀레 (1827년–1890년)는 카스트 제도가 힌두교 문헌에서 자연적으로 창조주에 의해 제정되었다는 어떤 설명도 맹렬히 비판했다. 풀레는 브라흐마가 카스트를 원했다면 다른 피조물에게도 그렇게 했을 것이라고 주장했다. 동물이나 새 종족에는 카스트가 없는데, 왜 인간 동물 사이에 카스트가 있어야 하는가? 비판 속에서 풀레는 "브라만들은 카스트 때문에 우월한 지위를 주장할 수 없다. 유럽인들과 함께 술을 마시고 식사를 할 때에는 이런 것을 거의 신경 쓰지 않았기 때문이다." 직업이 카스트를 만들지 않으며, 카스트가 직업을 결정하지도 않았다. 어떤 사람이 더러운 일을 한다고 해서 열등해지는 것은 아니다. 아기가 배설물을 치운다고 해서 어머니가 열등해지지 않는 것과 마찬가지다. 의례적인 직업이나 과업은 어떤 인간도 우월하거나 열등하게 만들지 않는다고 풀레는 주장했다.

#### 비베카난다
비베카난다 또한 카스트를 개인의 자유로운 사고와 행동의 힘을 방해하는 수많은 인간 제도 중 하나로 비판했다. 카스트든 아니든, 신조든 아니든, 개인의 자유로운 사고와 행동의 힘을 방해하는 모든 사람, 계급, 카스트, 국가 또는 제도는 악마적이며 사라져야 한다. 비베카난다는 사고와 행동의 자유만이 삶, 성장, 그리고 행복의 유일한 조건이라고 주장했다.

#### 빔라오 람지 암베드카르
불가촉천민으로 분류된 카스트에서 태어난 빔라오 람지 암베드카르는 인도의 인권 운동의 지도자이자 다작의 작가였으며, 1940년대 현대 인도의 헌법 초안 작성에 핵심적인 인물이었다. 그는 인도 카스트 제도의 차별, 정신적 외상, 그리고 그가 비극적이라고 본 영향에 대해 광범위하게 글을 썼다. 그는 카스트 제도가 족내혼 관행에서 비롯되었고 다른 집단들의 모방을 통해 확산되었다고 믿었다. 그는 처음에는 브라만, 크샤트리야, 바이샤, 슈드라가 직업 선택이 출생에 의해 제한되지 않고 통혼이 만연했던 계급으로 존재했다고 썼다. 그러다 브라만들이 족내혼을 실천하고 자신들을 폐쇄시켰으며, 따라서 암베드카르는 카스트를 "닫힌 계급"으로 정의한다. 그는 사티, 강제 과부 생활, 조혼과 같은 전통이 족내혼을 강화해야 할 필요성에서 발전했고, 샤스트라(힌두교 경전)가 이러한 관행을 의문 없이 지켜지도록 미화하는 데 사용되었다고 믿었다. 나중에 다른 카스트 집단들이 이러한 관습을 모방했다. 그러나 암베드카르는 심리학자 가브리엘 타르드의 접근 방식을 사용하여 카스트 제도가 어떻게 확산되었는지 보여주었지만, 브라만이나 마누가 카스트 제도의 기원에 대해 비난받을 수 없으며, 카스트 제도의 기원을 인종에서 찾는 이론들을 불신한다고도 설명한다.

#### KK 사라찬드라 보세

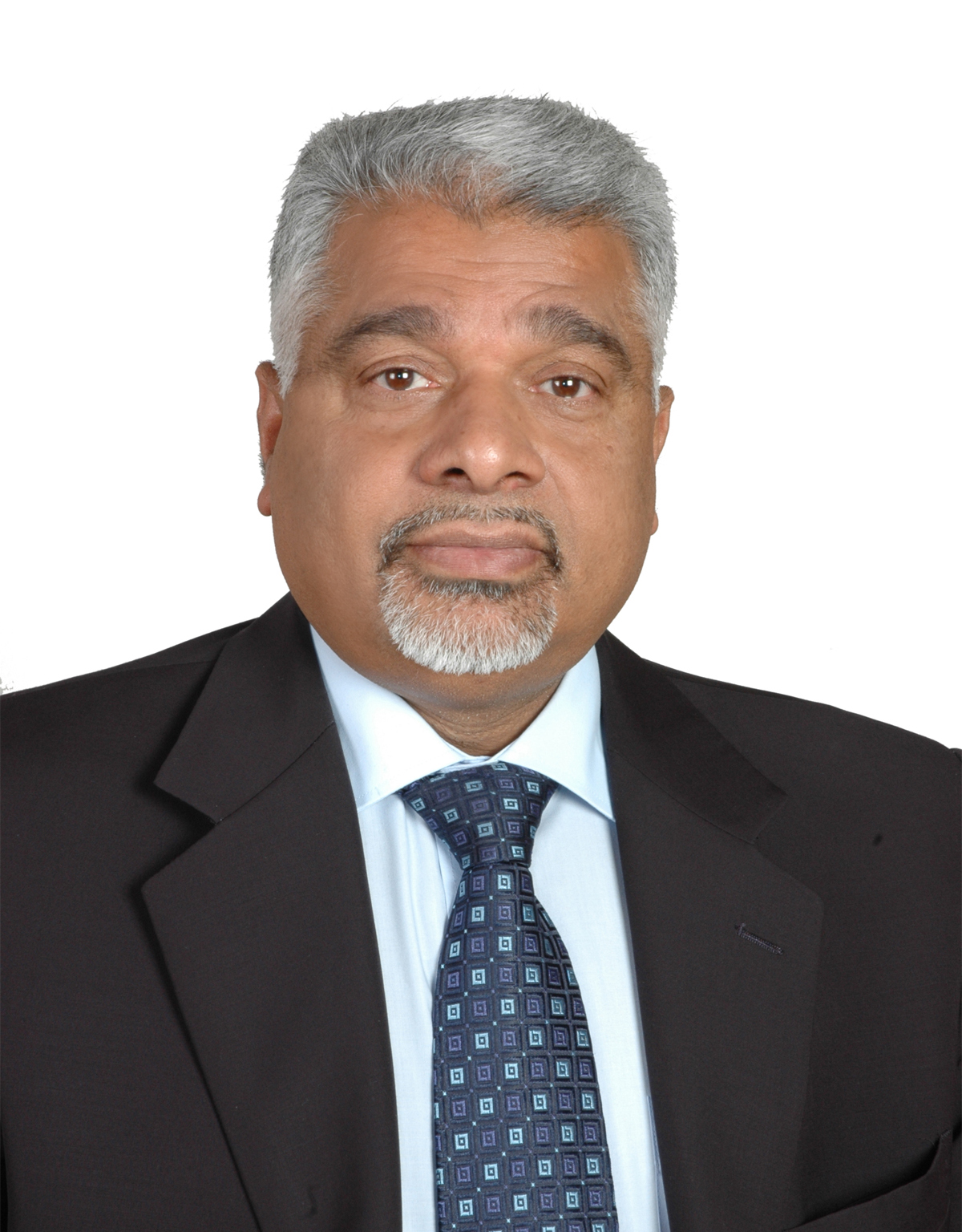
운동가 KK 사라찬드라 보세

2014년 KK 사라찬드라 보세는 카스트 제도 종식을 위한 운동을 위해 티루바난타푸람에서 델리까지 약 14,000 킬로미터 (8,700 mi)에 달하는 40일간의 바라트 야트라(인도 여행)를 30명 이상의 자원봉사자들과 함께 떠났다. 보세는 또한 '카스트'라는 용어를 사용하는 것이 1948년 유엔 세계 인권 선언과 충돌한다고 믿는다. 그는 인도 정부에 2014년 12월까지 카스트 제도에 대한 모든 언급을 삭제하기 위한 헌법 개혁을 촉구했다.

## 카스트 정치
인도의 많은 정당들은 카스트 기반의 표밭 정치에 몰두해왔다. 바우자 사마지 당 (BSP), 사마지와디 당, 자나타 달과 같은 정당들은 자신들이 후진 카스트를 대표한다고 주장하며, 선거에서 승리하기 위해 달리트 및 무슬림의 지지와 연합에 의존한다. 반면, 힌두 우익 역시 때때로 카스트 기반의 호소로 논란을 일으키기도 했다. 예를 들어 2020년에는 BJP 국회의원 프라갸 싱 타쿠르가 '크샤트리야 마하사바'라는 카스트 단체에 연설하던 중 수드라에 대해 발언하여 비난을 받았다.

## 경제적 불평등
1995년 한 연구는 인도의 카스트 제도가 번성하는 고위 계층 집단에 의한 빈곤한 하위 계층 집단의 착취 시스템이라고 지적했다. 2001년 발표된 보고서에 따르면 인도 인구의 36.3%는 토지를 전혀 소유하지 않고, 60.6%는 약 15%의 토지를 소유하며, 매우 부유한 3.1%는 15%의 토지를 소유하고 있다. 하케는 또한 지정 카스트(하위 계층 집단)와 다른 모든 카스트(상위 계층 집단) 모두의 90% 이상이 토지를 소유하지 않거나 가구당 연간 1000달러 미만의 식량 및 소득을 생산할 수 있는 토지를 소유하고 있다고 보고한다. 그러나 인도 농장의 99% 이상은 10 헥타르 미만이며, 99.9%는 농부나 토지 소유자의 카스트에 관계없이 20 헥타르 미만이다. 인도 정부는 또한 법으로 정한 제한보다 더 많은 토지를 소유하는 것을 금지하는 농업 토지 상한제를 적극적으로 추진해왔다. 인도는 이 법을 사용하여 일부로부터 토지를 강제 취득한 다음, 수천만 에이커를 토지 없는 하위 카스트의 빈곤층에게 재분배했다. 하케는 인도 입법자들이 국가의 토지 법률을 개혁하고 현대화해야 하며, 토지 상한선과 소작 개혁에 대한 맹목적인 고수에서 벗어나야 한다고 제안한다.

2011년 연구에서 아이야르(Aiyar)는 1950년에서 1990년 사이에 인도 내 경제적 착취와 그에 따른 토지 재분배에 대한 질적 이론들이 삶의 질 개선이나 빈곤 감소에 아무런 영향을 미치지 않았다고 지적한다. 대신, 1990년대 이후의 경제 개혁과 그에 따른 비농업 일자리의 기회가 인도 사회 모든 계층의 빈곤을 줄이고 1인당 소득을 증가시켰다. 구체적인 증거로 아이야르는 다음을 언급한다. 
비판론자들은 경제 자유화가 소수의 엘리트에게만 혜택을 주었고, 빈곤층, 특히 최하위 힌두교 카스트인 달리트를 소외시켰다고 믿는다. 그러나 최근의 권위 있는 조사는 지난 20년간 달리트의 생활 수준이 놀랍도록 개선되었음을 밝혔다. 텔레비전 소유는 0%에서 45%로, 휴대전화 소유는 0%에서 36%로, 이륜차(오토바이, 스쿠터, 모페드) 소유는 0%에서 12.3%로 증가했다. 어제 남은 음식을 먹는 어린이는 95.9%에서 16.2%로 감소했다. ... 달리트가 직접 사업을 운영하는 비율은 6%에서 37%로 증가했으며, 농업 노동자로 일하는 비율은 46.1%에서 20.5%로 감소했다.

카산은 인도 달리트 공동체의 두 부문 내에서 나타나는 차등적인 효과를 연구했다. 그는 인도의 전반적인 경제 성장이 가장 빠르고 중요한 사회경제적 변화를 가져왔다고 결론 내린다. 카산은 또한 법적 및 사회 프로그램 이니셔티브가 더 이상 인도의 역사적으로 차별받던 카스트의 추가 발전을 가로막는 주요 제약이 아니며, 추가적인 발전은 인도 경제 성장과 함께 농촌 및 도시 인도에서 양질의 학교 공급 개선에서 비롯될 가능성이 높다고 결론 내린다.

## 아파르트헤이트와 차별
인도에서 달리트들에 대한 학대는 아난드 텔툼베, 고팔 구루 등 여러 사람에 의해 "인도의 숨겨진 아파르트헤이트"로 묘사되어 왔다. 이러한 비난에 대한 비판자들은 1955년 시민권 보호법에 의해 시행된 인도 헌법에 명시된 권리와 특권의 엄격한 이행으로 인해 독립 후 인도에서 달리트의 지위가 상당히 개선되었음을 지적한다. 그들은 또한 도시 공공 생활에서 이러한 관행이 사라졌다고 주장한다.
나빈 바라티, 디팍 말간, 안달리브 라흐만의 최근 연구에 따르면, "카르나타카주의 마을 내 분리 정도는 오늘날까지 주거 양식에 영향을 미치는 미국 남부의 지역 흑백 분리보다 더 심각하다." 그들은 이러한 발견이 농촌 인도에서 주거 공간이 카스트에 따라 분리되어 있다는 이전의 민족지학적 연구와 일치한다고 주장한다.
더 와이어와 퓰리처 위기 보도 센터의 조사에 따르면, 여러 주의 교도소 매뉴얼은 인도 제국 시대 이후 업데이트되지 않았으며, 교도소 내에서 카스트 기반 노동 분리를 시행하는 데 사용되고 있었다. 인도 최고재판소는 2024년 10월, 그러한 관행이 인도의 헌법 제15조 위반이라고 판결했다. 이는 여러 주의 교도소 매뉴얼에 그러한 관행을 가능하게 하는 특정 규칙이 있음을 주지하고 이를 철회했다.
사회학자 케빈 라일리, 스티븐 코프만, 안젤라 보디노는 카스트 제도를 비판하면서도 현대 인도가 아파르트헤이트를 실천하지 않는다고 결론 내린다. 이는 국가적으로 승인된 차별이 없기 때문이다. 그들은 인도에서 카스트주의가 현재 "아파르트헤이트가 아니다. 실제로 불가촉천민뿐만 아니라 부족민과 인도의 최하위 카스트 구성원들은 광범위한 적극적 우대조치 프로그램의 혜택을 받고 있으며 더 큰 정치적 권력을 누리고 있다"고 썼다.
카스트가 인종과 같다는 가설은 일부 학자들에 의해 부정되었다. 예를 들어 암베드카르는 "펀자브의 브라만은 펀자브의 차마르와 인종적으로 동일한 혈통이다. 카스트 제도는 인종적 구분을 나타내지 않는다. 카스트 제도는 같은 인종 내 사람들의 사회적 구분이다"라고 썼다. 다양한 사회학자, 인류학자, 역사학자들은 카스트의 인종적 기원과 인종적 강조를 거부하며, 이 아이디어를 순전히 정치적, 경제적 함의를 가진 것으로 간주한다. 베테유는 "인도의 지정 카스트를 모두 합쳐도 브라만을 모두 합친 것보다 인종에 가깝지 않다. 우리는 어떤 사회 집단을 편견과 차별로부터 보호하기를 원한다는 이유만으로 그들을 인종으로 간주할 수 없다"고 썼으며, 2001년 유엔이 주최한 인종주의에 대한 더반 회의가 "기존의 과학적 견해에 등을 돌리고 있다"고 썼다.

## 대중문화에서

### 문학
물크 라지 아난드의 데뷔 소설 불가촉천민 (1935년)은 불가촉천민을 주제로 한다. 아룬다티 로이의 데뷔 소설 작은 것들의 신 (소설) (1997년) 또한 종교 전반의 카스트 제도에 대한 주제를 다룬다. 사부 토마스라는 변호사는 이 소설의 마지막 장에 다른 카스트 구성원 간의 성행위를 노골적으로 묘사한 부분이 포함되어 있어 이 책이 출판되지 않도록 청원서를 제출했다. 토마스는 마지막 장의 외설적인 내용이 소설의 기반이 된 성 토마스 기독교인 공동체를 깊이 해친다고 주장했다.

### 영화
아쇼크 쿠마르와 데비카 라니 주연의 힌디어 영화 아추트 칸야(불가촉천민 아가씨, 1936년)는 초기 개혁주의 영화였다. 이후 수자타 (1959년)와 안쿠르 (1974년) 등 카스트 차별과 카스트 간 관계를 다룬 다양한 영화가 제작되었다. 하위 카스트 묘사가 있는 카스트 중심 영화가 가장 크게 늘어난 시기는 병렬 시네마의 전성기였던 1960년대부터 1990년까지였다. 그러나 1990년대 이후 상위 카스트 주인공, 캐스팅, 업계 참여의 증가로 영화에서 카스트 묘사에 상당한 불균형이 생겼다. 이는 영화 산업이 브라만에 의해 개척되었던 초기로 거슬러 올라갈 수 있으며, 이후 달리트들이 업계에 진입하려 했지만 종종 조연이나 악당 역할로만 캐스팅되었다.
21세기에는 강력한 카스트 표현으로 비평적 찬사를 받은 여러 지역 영화들이 있다. 사이라트 (2016년)와 판드리 (2013년)는 모두 카스트 간 로맨스와 차별을 다룬 마라티어 영화로, 달리트 감독의 연출과 하위 카스트 경험의 솔직한 묘사로 존경받는다. 파리예룸 페루말 (2018년)은 카스트 폭력을 다룬 타밀어 영화이고, 카발리 (2016년)는 라지니칸트 주연의 액션 영화이며, 둘 다 달리트 영화 제작자 파. 란지트가 감독했다.
지역 영화와는 달리, 힌디어 영화는 카스트 차별을 다루려 해도 여전히 상위 카스트 영화 제작자와 이야기가 지배적이다. 아티클 15 (2019년)는 브라만 영웅이 달리트 마을 주민들을 돕기 위해 두 달리트 소녀의 살인 사건을 조사하고 경찰 시스템에서 카스트 차별을 없애려 노력하는 범죄 스릴러이다. 이 영화는 흥행에 성공했지만, 상위 카스트 캐스팅과 달리트의 피해자화를 이유로 비판받았다.

## 같이 보기
- 가조 (롬인)

## 내용주
1. ↑  Sweetman notes that the Brahmin had a strong influence on the British understanding of India, thereby also influencing the methods of British rule and western understandings of Hinduism, and gaining a stronger position in Indian society.[166]
2. ↑  Karade states, "the caste quarantine list was abolished by independent India in 1947 and criminal tribes law was formally repealed in 1952 by its first parliament".[209]
3. ↑  Dirks (2001a, 5쪽): "Rather, I will argue that caste (again, as we know it today) is a modern phenomenon, that it is, specifically, the product of an historical encounter between India and Western colonial rule. By this I do not mean to imply that it was simply invented by the too clever British, now credited with so many imperial patents that what began as colonial critique has turned into another form of imperial adulation. But I am suggesting that it was under the British that 'caste' became a single term capable of expressing, organising, and above all 'systematising' India's diverse forms of social identity, community, and organisation. This was achieved through an identifiable (if contested) ideological canon as the result of a concrete encounter with colonial modernity during two hundred years of British domination. In short, colonialism made caste what it is today."
4. ↑  Dirks, Scandal of Empire (2006, 27쪽): "The institution of caste, for example, a social formation that has been seen as not only basic to India but part of its ancient constitution, was fundamentally transformed by British colonial rule."
5. ↑  Sweetman cites Dirks (1993), The Hollow Crown, 미시간 대학교 출판부, p.xxvii
6. ↑  For example, some Britons believed Indians would shun train travel because tradition-bound South Asians were too caught up in caste and religion, and that they would not sit or stand in the same coaches out of concern for close proximity to a member of higher or lower or shunned caste. After the launch of train services, Indians of all castes, classes and gender enthusiastically adopted train travel without any concern for so-called caste stereotypes.[225][226]

1. 1 2  Bronkhorst 2020, 203, note 65쪽 notes that Moorjani et al. (2013) "leaves us with the suspicion that endogamy had been adopted in the Dravidian south a full thousand years before the north, thus suggesting that something like a "caste system existed there already before and independently of Brahmanical influences."

## 참고 자료
- Bamshad, Michael; Kivisild, Toomas; Watkins, W. Scott; Dixon, Mary E.; Ricker, Chris E.; Rao, Baskara B.; Naidu, J. Mastan; Prasad, B.V. Ravi; Reddy, P. Govinda; Rasanayagam, Arani; Papiha, Surinder S.; Villems, Richard; Redd, Alan J.; Hammer, Michael F.; Nguyen, Son V. (June 2001). 《Genetic Evidence on the Origins of Indian Caste Populations》. 《Genome Research》 11. 994–1004쪽. doi:10.1101/gr.173301. hdl:1808/16276. ISSN 1088-9051. PMC 311057. PMID 11381027.
- Basham, Arthur L. (1954), 《The Wonder That Was India: A Survey of the Culture of the Indian Sub-Continent before the Coming of the Muslims》, 그로브 프레스
- Basu, A.; Sarkar-Roy, N.; Majumder, P.P. (February 2016). 《Genomic reconstruction of the history of extant populations of India reveals five distinct ancestral components and a complex structure》. 《Proceedings of the National Academy of Sciences of the United States of America》 113. 1594–1599쪽. Bibcode:2016PNAS..113.1594B. doi:10.1073/pnas.1513197113. PMC 4760789. PMID 26811443.
- Bayly, Susan (2001), 《Caste, Society and Politics in India from the Eighteenth Century to the Modern Age》, 케임브리지 대학교 출판부, ISBN 978-0-521-26434-1
- Bayly, Susan (2004), 《Saints, Goddesses and Kings: Muslims and Christians in South Indian Society》, 케임브리지 대학교 출판부, ISBN 978-0-521-89103-5
- Béteille, André (March 1996), “Varna and jati” (PDF), 《Sociological Bulletin》 45 (1): 15–27, doi:10.1177/0038022919960102, JSTOR 23619694, S2CID 147984688, 2020년 2월 11일에 원본 문서 (PDF)에서 보존된 문서
- Beteille, Andre (2001년 10월 3일), “Race and Caste”, 《더 힌두》, 2014년 3월 13일에 원본 문서에서 보존된 문서
- Bronkhorst, Johannes (2020). 〈Plagues and Brahmins: Did a Combination of Epidemics and Ideology Empty India's Cities?〉.   Lindegaard Knudsen, Toke; Schmidt-Madsen, Jacob; Speyer, Sara. 《Body and Cosmos: Studies in Early Indian Medical and Astral Sciences in Honor of Kenneth G. Zysk》. 브릴.
- Bronkhorst, Johannes (2020a). 〈India's Past Reconsidered〉.   Kroll, Paul W.; Silk, Jonathan A. 《"At the Shores of the Sky": Asian Studies for Albert Hofstadt》. 브릴.
- Cohen, Stephen P. (2001), 《India: Emerging Power》, 브루킹스 연구소 출판부, ISBN 978-0-8157-9839-2
- Chakravarti, Uma (1985년 3월 2일), “Towards a Historical Sociology of Stratification in Ancient India: Evidence from Buddhist Sources”, 《이코노믹 앤드 폴리티컬 위클리》 20 (9): 356–360, JSTOR 4374135
- Chakravarti, Uma (2003), 《Gendering Caste Through a Feminist Lens》, 포퓰러 프라카샨, ISBN 978-81-85604-54-1
- Chapman, Graham (1993), 〈Religious vs. Regional Determinism India, Pakistan and Bangladesh as Inheritors of Empire〉,   Arnold, David; Robb, Peter, 《Institutions and Ideologies: A SOAS South Asia Reader》, 커즌 프레스, ISBN 978-0-7007-0284-8
- Chaudhary, Nandita; Anandalakshmy, S.; Valsiner, Jaan (2013), 《Cultural Realities of Being: Abstract Ideas Within Everyday Lives》, 루틀리지, ISBN 978-1-134-74349-0
- Corbridge, Stuart; Harriss, John; Jeffrey, Craig (2013), 《India Today: Economy, Politics and Society》, 존 와일리 앤드 선즈, ISBN 978-0-7456-6535-1
- Corbridge, Stuart; Harriss, John (2000), 《Reinventing India: Liberalization, Hindu Nationalism and Popular Democracy》, 폴리티 프레스
- de Zwart, Frank (July 2000), “The Logic of Affirmative Action: Caste, Class and Quotas in India”, 《악타 소치올로지카》 43 (3): 235–249, doi:10.1177/000169930004300304, JSTOR 4201209, S2CID 220432103
- Dirks, Nicholas B. (2001a), 《Castes of Mind: Colonialism and the Making of New India》, 프린스턴 대학교 출판부, ISBN 978-0-691-08895-2
- Dirks, Nicholas B. (2001b), 〈Discriminating Difference: The Postcolonial Politics of Caste in India〉,   Burguière, André; Grew, Raymond, 《The Construction of Minorities: Cases for Comparison Across Time and Around the World》, 미시간 대학교 출판부, ISBN 978-0-472-06737-4
- Dirks, Nicholas B. (2006), 《The Scandal of Empire: India and the creation of imperial Britain》, 하버드 대학교 출판부, ISBN 978-0-674-03426-6
- Dumont, Louis (1980) [1966], 《Homo Hierarchicus: The Caste System and Its Implications》 Reprint, revis판, 시카고 대학교 출판부, ISBN 978-0-226-16963-7
- Forrester, Duncan B. (1980), 《Caste and Christianity: Attitudes and Policies on Caste of Anglo-Saxon Protestant Missions in India》, 커즌 프레스 앤 휴매니티즈 프레스
- Fowler, Jeaneane (1997), 《Hinduism: Beliefs and Practices》, 서식스 아카데믹 프레스, ISBN 978-1-898723-60-8
- Ghurye, G. S. (1969) [first published 1932], 《Caste and Race in India》 Fif판, 포퓰러 프라카샨, ISBN 978-81-7154-205-5
- Gupta, Dipankar (2000), 《Interrogating Caste: Understanding hierarchy & difference in Indian society》, 펭귄 북스, ISBN 978-0-14-029706-5
- Hiltebeitel, Alf (2011), 《Dharma : its early history in law, religion, and narrative》, 옥스퍼드 대학교 출판부, ISBN 978-0-19-539423-8
- Inden, Ronald (2001), 《Imagining India》, 인디애나 대학교 출판부, ISBN 978-0-253-21358-7
- Jaffrelot, Christophe (2006), “The Impact of Affirmative Action in India: More Political than Socioeconomic”, 《India Review》 5 (2): 173–189, doi:10.1080/14736480600824516, S2CID 154413160
- Juergensmeyer, Mark (2006), 《The Oxford Handbook of Global Religions》, 옥스퍼드 대학교 출판부, ISBN 978-0-19-972761-2
- Masefield, Peter (1986), 《Divine revelation in Pali Buddhism》, 루틀리지, 148–151쪽, ISBN 978-955-9028-02-4
- Mendelsohn, Oliver; Vicziany, Maria (1998), 《The Untouchables, Subordination, Poverty and the State in Modern India》, 케임브리지 대학교 출판부
- Moorjani P, Thangaraj K, Patterson N, Lipson M, Loh PR, Govindaraj P,  외. (September 2013). 《Genetic evidence for recent population mixture in India》. 《American Journal of Human Genetics》 93. 422–438쪽. doi:10.1016/j.ajhg.2013.07.006. PMC 3769933. PMID 23932107.
- Nakatsuka, Nathan; Moorjani, Priya; Rai, Niraj; Sarkar, Biswanath; Tandon, Arti; Patterson, Nick; SriLakshmi Bhavani, Gandham; Mohan Girisha, Katta; Mustak, Mohammed; Srinivasan, Sudha; Kaushik, Amit; Vahab, Saadi Abdul; Jagadeesh, Sujatha; Kapaettu Satyamoorthy, Kapaettu; Singh, Lalji; Reich, David; Thangaraj, Kumarasamy (July 2017), “The promise of discovering population-specific disease-associated genes in South Asia”, 《네이처 유전학》 49 (9): 1402–1407, doi:10.1038/ng.3917, PMC 5675555, PMID 28714977
- Narasimhan, Vagheesh M.; Patterson, N.J.; Moorjani, Priya; Rohland, Nadin;  외. (2019), “The Formation of Human Populations in South and Central Asia”, 《사이언스》 365 (6457): eaat7487, doi:10.1126/science.aat7487, hdl:10278/3722735, PMC 6822619, PMID 31488661
- Reich, David; Thangaraj, Kumarasamy; Patterson, Nick; Price, Alkes L.; Singh, Lalji (2009), “Reconstructing Indian Population History”, 《네이처》 461 (7263): 489–494, Bibcode:2009Natur.461..489R, doi:10.1038/nature08365, PMC 2842210, PMID 19779445
- Reich, David (2018), 《우리는 누구이며 어떻게 여기까지 왔는가》, 옥스퍼드 대학교 출판부, ISBN 978-0-19-882125-0
- Robb, Peter (1997), 《The Concept of Race in South Asia》 2판, 옥스퍼드 대학교 출판부, ISBN 978-0-19-564268-1
- Samuel, Geoffrey (2008), 《The Origins of Yoga and Tantra: Indic Religions to the Thirteenth Century》, 케임브리지 대학교 출판부, ISBN 978-1-139-47021-6
- Sathaye, Adheesh A. (2015년 4월 17일), 《Crossing the Lines of Caste: Visvamitra and the Construction of Brahmin Power in Hindu Mythology》, 옥스퍼드 대학교 출판부, ISBN 978-0-19-027312-5
- Sharma, Arvind (2000), 《Classical Hindu Thought: An Introduction》, 옥스퍼드 대학교 출판부, ISBN 978-0-19-564441-8
- Sharma, R. S. (1958), 《Śūdras in Ancient India》, 델리: 모틸랄 바나르시다스 (1990에 출판됨), ISBN 978-81-208-0706-8
- Silverberg, James (November 1969), “Social Mobility in the Caste System in India: An Interdisciplinary Symposium”, 《디 아메리칸 저널 오브 소치올로지》 75 (3): 443–444, JSTOR 2775721
- Smelser, Neil; Lipset, Seymour (2005), 《Social Structure & Mobility in Economic Development》, 알딘 트랜잭션, ISBN 978-0-202-30799-2
- Smith, Brian K. (2005), 〈Varna and Jati〉,   Jones, Lindsay, 《종교 백과사전》 2판, 맥밀란 레퍼런스 US, ISBN 978-0-02-865734-9
- Srinivas, Mysore N. (1952), 《Religion and Society among the Coorgs of South India》, 옥스퍼드
- St. John, Ian (2012), 《The Making of the Raj: India Under the East India Company》, ABC-CLIO, ISBN 978-1-84645-014-3
- Stokes, Eric (February 1973), “The First Century of British Colonial Rule in India: Social Revolution or Social Stagnation?”, 《패스트 앤드 프레전트》 (58): 136–160, doi:10.1093/past/58.1.136, JSTOR 650259
- Stokes, Eric (1980), 《The Peasant and the Raj: Studies in Agrarian Society and Peasant Rebellion in Colonial India》, 케임브리지 대학교 출판부, ISBN 978-0-521-29770-7
- Sweetman, Will (December 2004), “The prehistory of Orientalism: Colonialism and the Textual Basis for Bartholomaus Ziegenbalg's Account of Hinduism” (PDF), 《뉴질랜드 아시아 연구 저널》 6 (2): 12–38, 2013년 2월 7일에 원본 문서 (PDF)에서 보존된 문서, 2015년 6월 20일에 확인함
- Talbot, Cynthia (2001), 《Precolonial India in practice society, region, and identity in medieval Andhra》, 옥스퍼드 대학교 출판부, ISBN 978-0-19-513661-6
- Thapar, Romila (2004), 《Early India: From the Origins to AD 1300》, 캘리포니아 대학교 출판부, ISBN 978-0-520-24225-8
- Trautmann, Thomas R. (1997), 《Aryans and British India》, 비스타르
- Witzel, Michael (1995). “Early Sanskritization. Origins and Development of the Kuru State.” (PDF). 《베다 연구 전자 저널》 (FTP). 1–26쪽.

## 더 읽어보기
- Ahmed, Imtiaz (1978). 《Caste and Social Stratification Among Muslims in India》. 마노하르. ISBN 978-0-8364-0050-2.
- Ambedkar, Bhimrao (1945). 《Pakistan or the Partition of India》. AMS 프레스. ISBN 978-0-404-54801-8.
- Anthony, David W. (2007). 《The Horse The Wheel And Language. How Bronze-Age Riders From the Eurasian Steppes Shaped The Modern World》. 프린스턴 대학교 출판부.
- Ansari, Ghaus (1960). 《Muslim Caste in Uttar Pradesh: A Study of Culture Contact》. 민족지학 및 민속 문화 학회. ASIN B001I50VJG.
- Bayly, Christopher (1983). 《Rulers, Townsmen, and Bazaars: North Indian Society in the Age of British Expansion, 1770–1870》. 케임브리지 대학교 출판부. ISBN 9780521229326.
- Anand A. Yang, Bazaar India: Markets, Society, and the Colonial State in Bihar, 캘리포니아 대학교 출판부, 1999.
- Acharya 하자리 프라사드 드위베디 Rachnawali, Rajkamal Prakashan, 델리.
- 아르빈드 나라얀 다스, Agrarian movements in India : studies on 20th century Bihar (Library of Peasant Studies), 루틀리지, 런던, 1982.
- Atal, Yogesh (1968) "The Changing Frontiers of Caste" Delhi, National Publishing House.
- Atal, Yogesh (2006) "Changing Indian Society" Chapter on Varna and Jati. Jaipur, Rawat Publications.
- Béteille, André (1965). 《Caste, Class and Power: Changing Patterns of Stratification in a Tanjore Village》. 캘리포니아 대학교 출판부. ISBN 978-0-520-02053-5.
- Duiker/Spielvogel. The Essential World History Vol I: to 1800. 2nd Edition 2005.
- 포레스터, 덩컨 B., 'Indian Christians' Attitudes to Caste in the Nineteenth Century,' in Indian Church History Review 8, no. 2 (1974): 131–147.
- 포레스터, 덩컨 B., 'Christian Theology in a Hindu Context,' in South Asian Review 8, no. 4 (1975): 343–358.
- 포레스터, 덩컨 B., 'Indian Christians' Attitudes to Caste in the Twentieth Century,' in Indian Church History Review 9, no. 1 (1975): 3–22.
- Fárek, M., Jalki, D., Pathan, S., & Shah, P. (2017). Western Foundations of the Caste System. Cham: Springer International Publishing.
- Gupta, Dipankar (2004). 《Caste in Question: Identity or Hierarchy?》. 세이지 퍼블리케이션즈. ISBN 978-0-7619-3324-3.
- Ghurye, G. S. (1961). 《Caste, Class and Occupation》. 포퓰러 북 데포, 봄베이.
- Jain, Meenakshi, Congress Party, 1967–77: Role of Caste in Indian Politics (Vikas, 1991), ISBN 0-7069-5319-3.
- Jaffrelot, Christophe (2003). 《India's Silent Revolution: The Rise of the Lower Castes》. C. 허스트 & 컴퍼니.
- Jeffrey, Craig (2001). 《'A Fist Is Stronger than Five Fingers': Caste and Dominance in Rural North India》. 《영국 지리학자 연구소 논문》. New Series 26. 217–236쪽. Bibcode:2001TrIBG..26..217J. doi:10.1111/1475-5661.00016. JSTOR 3650669.
- Ketkar, Shridhar Venkatesh (1979) [1909]. 《The History of Caste in India: Evidence of the Laws of Manu on the Social Conditions in India During the 3rd Century A.D., Interpreted and Examined》. 라와트 퍼블리케이션즈. LCCN 79912160.
- Kane, Pandurang Vaman (1962–1975). 《History of Dharmasastra: (ancient and mediaeval, religious and civil law)》. 반다르카르 동양 연구소.
- Lal, K. S. (1995). 《Growth of Scheduled Tribes and Castes in Medieval India》.
- Lee, Alexander (2020), 《From Hierarchy to Ethnicity: The Politics of Caste in Twentieth-Century India》, 케임브리지 대학교 출판부, ISBN 978-1-108-48990-4
- Madan, T. N. 〈Caste〉. 《브리태니커 백과사전 온라인》. 2013년 2월 15일에 확인함.
- Murray Milner Jr. (1994). Status and Sacredness: A General Theory of Status Relations and an Analysis of Indian Culture, New York: 옥스퍼드 대학교 출판부.
- Michaels, Axel (2004). 《Hinduism: Past and Present》. 프린스턴. 188–197쪽. ISBN 978-0-691-08953-9.
- Olcott, Mason (December 1944). 《The Caste System of India》. 《미국 사회학 검토》 9. 648–657쪽. doi:10.2307/2085128. JSTOR 2085128.
- Moore, Robin J. 《Sir Charles Wood's Indian Policy 1853–66》. 맨체스터 대학교 출판부.
- Raj, Papia; Raj, Aditya (2004). 《Caste Variation in Reproductive Health of Women in Eastern Region of India: A Study Based on NFHS Data》. 《사회학 연구 속보》 53. 326–346쪽. doi:10.1177/0038022920040302. S2CID 157709103.
- Ranganayakamma (2001). For the solution of the "Caste" question, Buddha is not enough, Ambedkar is not enough either, Marx is a must, Hyderabad : Sweet Home Publications.
- Rosas, Paul, "Caste and Class in India," Science and Society, vol. 7, no. 2 (Spring 1943), pp. 141–167. In JSTOR.
- Srinivas, Mysore N. (1994) [1962]. 《Caste in Modern India and Other Essays》. 아시아 퍼블리싱 하우스.
- Srinivas, Mysore N. (1995). 《Social Change in Modern India》. 오리엔트 롱맨.
- Bapuji, Hari; Chrispal, Snehanjali; Attri, Pardeep Singh; Ertug, Gokhan; Soundararajan, Vivek (2024). 《An Integrative Review of Management Research on Caste: Broadening Our Horizons》. 《경영학회 연보》 18. 506–549쪽. doi:10.5465/annals.2022.0208.